# Atomwaffen Division

Logo der Atomwaffen Division

Als Atomwaffen Division (deutsch und englisch; abgekürzt AWD) bezeichnet sich eine rechtsterroristische Gruppe, die ab Oktober 2015 in Florida öffentlich hervortrat und sich seitdem in den USA und anderen Staaten verbreitet. Sie gilt als eine der gefährlichsten Neonazi-Gruppen der Gegenwart. Ihr Logo, ein schwarzweißes Strahlenwarnzeichen, erinnert an Kennzeichen der Waffen-SS. Ihre Ideologie orientiert sich am Nationalsozialismus und propagiert Antisemitismus, White Supremacy, Hass auf Minderheiten und maßlose Gewalt, um den Zusammenbruch westlicher Staatssysteme zu beschleunigen (Akzelerationismus), einen weltweiten apokalyptischen „Rassenkrieg“ und eine Herrschaft der „weißen Rasse“ herbeizuführen. Sie verherrlicht rechtsextreme und islamistische Massenmörder als Vorbilder und ruft zum Ermorden von Juden, Muslimen, Homosexuellen und anderen Minderheiten auf.
Bis 2019 hatte die AWD in den USA 80 bis 100 Mitglieder und mehr als 100 Bewerber. Sie organisierten sich gemäß dem Aktionskonzept Führerloser Widerstand in voneinander unabhängigen Zellen und bildeten deren Mitglieder an Maschinengewehren und im Bombenbau aus. Drei Mitglieder töteten seit 2017 insgesamt fünf Menschen. Nach der Festnahme einiger Täter erklärte sich die AWD im März 2020 für aufgelöst, besteht aber in mehreren Nachfolgegruppen fort, etwa als National Socialist Order.
Seit 2017 entstanden Teilgruppen oder gleichartige Gruppen in Australien (Antipodean Resistance), Kanada (Northern Order), Großbritannien (Sonnenkrieg Division), Osteuropa (Feuerkrieg Division), Skandinavien (Nordische Widerstandsbewegung), der Ukraine und Russland (M.K.Y.). Seit Juni 2018 existiert eine Atomwaffendivision Deutschland (AWDD) mit bis zu 36 Mitgliedern. Als deren Partner erschien im Juni 2020 eine Atomwaffen Division Russland (AWDR). Im Januar 2021 gründete sich die etwa 25-köpfige Atomwaffen Division Europe (AWDE). Diese und weitere Gruppen bilden mit der AWD ein Netzwerk von jungen männlichen “White Power Terrorists”, die „führerlosen Widerstand“ üben und sich durch eine „Propaganda der Tat“ vom Rechtspopulismus abgrenzen, von dessen Erstarken sie zugleich profitieren.

## Entstehung
2011 wurde in den USA die Webseite Iron March für Neonazis gegründet. Dieses Forum propagierte vor allem den Akzelerationismus durch Terroranschläge gegen Juden, Homosexuelle und People of Color. Der 19-jährige Brandon Clint Russell (Nutzername „Odin“) tauchte ab dem 22. März 2014 dort auf und empfahl das Buch des rumänischen Faschisten Corneliu Zelea Codreanu For My Legionaries, dessen Anhänger rituell Blut tranken. Auf Fotografien posierte er mit einem Gewehr und einem mit “Natural Born Killers” und einem Reichsadler bedruckten T-shirt. Er pries den Amoklauf an der Columbine High School, den norwegischen Massenmörder Anders Behring Breivik und Adolf Hitler. Aus Interesse an Kernwaffen studierte er an der University of South Florida einige Semester Kernphysik und postete Anleitungen zum improvisierten Bau von Kernreaktoren.
Am 18. März 2015 trat Russells 16-jähriger Mitbewohner Devon Arthurs (“TheWeissewolfe”), am 28. März 2016 der 17-jährige Andrew Oneschuk (“Borovikov”) dem Iron March bei. Der russische Neonazi Dmitry Borovikov hatte Migranten und eine Antifaschistin ermordet. Oneschuk stellte sich als der wiedergeborene Breivik vor, der Kontakt zu einer Gruppe wie der britischen National Action suche. Die drei beurteilten aktuelle Ereignisse stets danach, ob sie den angestrebten Zusammenbruch der Staatsordnung beschleunigen könnten.
Russell bat im Juni 2015 im Iron March um ein GIF mit dem Satz Atomwaffen intensifies. Im Juli 2015 stellte er seine neue Gruppe als Miliz namens “Atomwaffen Division” vor. Dazu gehörten anfangs nur vier bis fünf Teenager.
Am 12. Oktober 2015 gab Russell im Iron March Gründung, Namen und Ziele der AWD bekannt. Sie sei seit mindestens 2012 entstanden und habe mehr als 40 Mitglieder. Diese fanatische Kameradschaft verbreite ihre Ideen auch mit ungewöhnlichen Methoden und verlange ernsthafte Hingabe an einen kompromisslosen Endsieg. Als Mitglied geeignet sei nur, wer bereit sei, überall auf der Welt physisch zusammenzuarbeiten. „Tastenkrieger“ am PC seien ungeeignet, obwohl man unauffällig auch viel Hacken betreibe.
Einige Mitglieder begrüßten Donald Trumps Kandidatur zur US-Präsidentenwahl 2016, meist weil sie erwarteten, er werde die Weltpolitik rascher ins Chaos stürzen. Russell betrachtete Trump als „projüdische“ „Schwuchtel“, der seinen Anhängern bloß Phrasen zurufe und ihre Liebe zum „System“ anheize. Laut Experten entstand die AWD im Kontext der erheblichen Zunahme und Radikalisierung rechtsextremer Gruppen vor und nach Trumps Wahlsieg 2016. Diese sehen Terrorgewalt wie ihre Vorläufer in den USA als legitime und einzige Lösung für ihre Klagen an, radikalisieren sich außerhalb fester Organisationsstrukturen und beziehen ihre Ideologie und Inspiration aus dem Internet.

## Ideologie

### Verhältnis zurAlt-Right
Wie andere Neonazigruppen der USA verehrt die AWD Adolf Hitler, propagiert antisemitische Verschwörungstheorien vom Zionist Occupied Government und Weltjudentum, das angeblich einen Völkermord an der „weißen Rasse“ und deren Austausch durch Einwanderer und Schwarze plane. Sie folgt David Eden Lanes rassistischem Bekenntnis der Fourteen Words, glaubt an einen kommenden „heiligen Rassenkrieg“, verehrt die fiktiven Turner-Tagebücher, deren Held die Regierung stürzt und einen Rassenkrieg auslöst, und bejaht individuelle Terrorgewalt nach Louis Beams Konzept des führerlosen Widerstands.
Wie die Alt-Right-Bewegung, aus der sie entstand, vertritt die AWD die Ideologie der weißen Überlegenheit (“white supremacy”), jedoch mit der extremen Variante des Akzelerationismus: Angesichts unrettbar korrupter westlicher Regierungen seien Wahlen und Massenpolitik sinnlos. Weiße könnten den Kollaps des „Systems“ nur durch das Stiften von Chaos und Spannung beschleunigen, am besten durch Terror gegen nichtweiße Minderheiten und Juden. Seit dem “Unite-the-Right”-Aufmarsch in Charlottesville 2017 übernahmen immer mehr Neonazis diese Sicht und verachteten die Alt-Right-Vertreter als erfolglose Feiglinge.

### James MasonsSiege
Die AWD bezieht sich auf den rechtsextremen Autor James Mason und sein Werk Siege („Belagerung“) von 1992. Das Buch war seit 2011 auf dem Iron March bekannt und wurde ab 2015 immer öfter als Antwort auf aktuelle Probleme empfohlen. Forenteilnehmer etablierten das Meme “Read Siege” und schufen damit einen Trend in der “White-supremacy”-Bewegung. AWD-Führungsmitglieder spürten Mason 2017 auf und boten ihm an, seine Ideen über ihre Webseite “Siege Culture” zu verbreiten.
In seinem Siege betitelten Briefwechsel mit dem inhaftierten Massenmörder Charles Manson pries Mason Mansons Terrormethode „Helter Skelter“. Die Sammlung enthält Holocaustleugnung und Hass gegen Juden und Homosexuelle, ruft zur Bildung dezentraler Terrorzellen und zum bewaffneten Kampf gegen das „System“ auf und propagiert eine von einer „weißen Rasse“ dominierte “Universal Order”. Mason verherrlicht Mansons Morde, fordert führerlose bewaffnete Terrorzellen zum Sturz der Regierung und Beschleunigen der angestrebten Revolution der Weißen. Weil Juden die ganze amerikanische Kultur beherrschen würden, wolle er dieses System vernichten, nicht nur verletzen.
Nach dem Verbot des Iron March übernahm die Webseite “Siege Culture” großenteils dessen Inhalte und wurde zur AWD-Plattform. Die AWD sandte Manson gewaltverherrlichende Briefe ins Gefängnis. Er soll das AWD-Logo entworfen haben. Nach Russells Festnahme im Mai 2017 und Mansons Tod im November 2017 erhielt Mason noch mehr Einfluss auf die AWD-Ideologie. Fetischisierte Terrorgewalt wurde deren Markenkern. Auf der im Oktober 2017 auf Cloudflare eröffneten Webseite “Siege-Culture (S-C)” schrieb Russells Nachfolger John Cameron Denton, die AWD habe Mason geholfen, Siege online zu publizieren, und sich dann für seine Aktionsrichtung entschieden. Die rechte Bewegung habe zu lange Leute in ein folgenloses Denken gelockt. Wer diese Webseite besuche, könne dagegen Geschichte machen.

### Weitere Vorbilder
Die AWD feiert frühere Rechtsterroristen und deren Taten als Beiträge zur angestrebten rassistischen „Säuberung“ der modernen Welt:
- Joseph Tommasi, Gründer der National Socialist Liberation Front von 1974;
- The Order von 1983/84;
- William Luther Pierce, Gründer der National Alliance und Autor der Turner Diaries;[11]
- den davon angeregten Massenmörder von 1995 Timothy McVeigh;[10]
- den Briefbombenmörder Theodore Kaczynski, mit dem AWD-Mitglieder persönlichen Kontakt hatten;
- den norwegischen Massenmörder von 2011 Anders Behring Breivik;
- Dylann Roof, der beim Anschlag in Charleston 2015 neun Afroamerikaner ermordete;[11]
- Robert Bowers, der beim Attentat in der Tree-of-Life-Synagoge in Pittsburgh 2018 elf Menschen erschoss;
- Brenton Tarrant, der 2019 beim Terroranschlag auf zwei Moscheen in Christchurch (Neuseeland) 51 Menschen ermordete;
- John Earnest, der 2019 beim Anschlag auf eine Synagoge in Poway eine Person tötete.

Die AWD stellt diese Mörder als Heilige mit christlicher Ikonografie dar. Mit dem Slogan “Osama was Right” („Osama hatte Recht“) feierte sie auch den islamistischen Massenmörder Osama bin Laden und die Terroranschläge am 11. September 2001. Russell soll den ISIS-Attentäter Omar Mateen nach dessen Anschlag von Orlando am 12. Juni 2016 als „Helden“ gelobt haben. Zu einer Trauerfeier für dessen 49 Mordopfer erschien der maskierte AWD-Anhänger Steven Billingsley mit einem Schild mit Hakenkreuzen und der Parole “God hates Fags” („Gott hasst Schwuchteln“) und erklärte: Die „Degenerierten“ seien selbst Schuld an dem, „was sie kriegen“; „unsere Rasse“ sei von fremder Religion und Homosexualität rein zu halten.
Im Frühjahr 2017 bekannte sich AWD-Mitgründer Devon Arthurs zum „salafistischen Nationalsozialismus“ und ermordete dann zwei Mitbewohner, weil (so erklärte er einem Kameraden) die AWD viele LGBTQ-Personen aufgenommen habe, während Gruppen wie ISIS „tatsächlich Homosexuelle umbringen“. Im November 2018 empfahl ein mutmaßliches AWD-Mitglied das Werk Management of Savagery des al-Qaida-Strategen Abu Bakr Naji. Im Mai 2019 empfahl die “Feuerkrieg Division” ein ISIS-Video, nach dessen Anleitung die Bomben für den Terroranschlag in Manchester am 22. Mai 2017 (23 Tote) gebaut worden waren. Im Juni 2019 erklärte ein AWD-Autor online, Neonazis müssten das „islamische Beispiel“ der Märtyrerschaft und des Widerstands der Taliban und ISIS bewundern und nachahmen. Im Herbst 2019 stellte der AWD-Propagandist “Dark Foreigner” stilisierte Porträts von Osama Bin Laden mit einem Zitat von ihm her. Experten erklären die Annäherung von Neonazis an Islamisten damit, dass beide extreme Gewalt, ähnliche Propagandamethoden, visuelle Terrorästhetik und Antisemitismus vertreten.

### Konflikt um Satanismus
Seit 2017 bot die Webseite “Siege Culture” Schriften aus Rechtsesoterik, Satanismus und Okkultismus an, etwa “The Devil’s Notebook” von Anton Szandor LaVey, “Hostia: Secret Teachings of the Order of Nine Angles” (ONA) und “Iron Gates” von Joshua Caleb Sutter, dem Gründer des Temple ov Blood. Der Roman stellt eine brutale, von sadistischen Kindermördern beherrschte Welt nach einem Atomkrieg dar. Ferner verlangte AWD die Lektüre von Sutters Buch “Libre 333”. Laut Beobachtern wollte die AWD damit kulturelle Tabus angreifen und besonders aktionsbereite Jugendliche gewinnen.
Die 1970 gegründete ONA verband ihrerseits Satanismus und Neonazismus und unterwanderte seit 2008 gezielt Neonazigruppen. Einige Mitglieder der britischen National Action und Sonnenkrieg Division gehörten zugleich zur ONA. Deren Texte bejahen Menschenopfer, verherrlichen Nazideutschland und leugnen den Holocaust. Eine Einführung fordert ONA-Mitglieder auf, rechtsextreme Gruppen zu infiltrieren und zum eigenen Kult zu bekehren. Ziel sei, Fanatismus in Aktion zu zeigen und „häretische“ Sichtweisen zu vertreten, damit alle Rechten ONA-Mitglieder als gefährliche und darum attraktive Extremisten ansähen. Ab 2014 hatte der neue AWD-Anführer John Cameron Denton ONA-Logos gepostet, später ONA auf dem Iron March gelobt und ONA-Symbole mit AWD-Propaganda kombiniert. Ab Januar 2018 skandalisierten zwei ehemalige AWD-Mitglieder wachsende satanistische Einflüsse intern und auf dem Gab-Netzwerk. Als Dentons frühe ONA-Symbolik bekannt wurde, traten viele AWD-Mitglieder aus. Andere verteidigten sich: Man habe ONA-Symbole nur als Meme verwendet; Moralismus werde der Bewegung nicht helfen, im kommenden Rassenkrieg zu überleben. Zentraler Streitpunkt war, ob und wie weit Satanismus mit Nationalsozialismus vereinbar sei.
Als Masons Buch Siege auch auf der Webseite The Daily Stormer immer öfter erwähnt wurde, grenzte sich dessen Gründer Andrew Anglin strikt von der AWD ab: Kein autonomer Neonazi müsse einem satanischen Todeskult verfallen. Im Dezember 2017 grenzte auch Matthew Heimbach seine Traditionalist Worker Party vom Motto “Read Siege” und von der AWD ab.

## Mitglieder
Die AWD besteht vor allem aus Kadern weißer junger Männer, darunter einigen aktiven Soldaten der United States Army und Satanisten. Sie organisierten sich anfangs im Iron-March-Forum und trafen sich später real, um sich zu radikalisieren. Nach Angaben Russells bestanden 2015 Teilgruppen in Alabama, Florida, Kentucky, Missouri, Ohio, Oregon, Texas, Virginia sowie in Boston, Chicago und New York City. Nach von ProPublica entschlüsselten Chatlogs gab es im Februar 2018 in mindestens 23 Bundesstaaten der USA aktive AWD-Zellen, etwa bei Seattle und in Richmond (Virginia).
ProPublica schätzte bis Februar 2018 rund 80 AWD-Mitglieder; ein AWD-Aussteiger bestätigte dies. Die größten AWD-Zellen gebe es in Virginia, Texas und Washington; jede arbeite unabhängig. ProPublica fand in AWD-Chatlogs mindestens 100 verschiedene Benutzernamen, schloss aber Mehrfachkonten nicht aus. Zur möglichen Anhängerschaft zählen die mehr als 1600 registrierten Iron-March-Benutzer.
Nach Russells Verhaftung im Mai 2017 übernahm John Cameron Denton (Nutzernamen “Vincent Snyder” und “Rape” – „Vergewaltigung“) aus Conroe (Texas) die AWD-Webseiten, formte die AWD-Ideologie, gestaltete AWD-Plakate und wählte zu lesende Bücher für neue Rekruten aus. Zur AWD-Zelle in Texas gehörten sein jüngerer Bruder Grayson Patrick Denton (“Nazgul” bzw. „Leon“) und Sean Michael Fernandez („Wehrwolf“). Dieser begrüßte den Mord seines Kameraden Samuel Woodward am 30. Januar 2018 als Inspiration für Nachahmer und die wachsende Furcht vor AWD-Anschlägen als gewollt.
Im November 2019 enttarnten Journalisten in den geleakten Iron-March-Dateien mindestens drei aktive US-Soldaten als AWD-Mitglieder sowie dutzende, die militärische Erfahrung, Trainings, Waffenkenntnis und Kampfkunst anboten. Manche wollten eigene AWD-Ableger gründen. Der kanadische Soldat Boris Mihailovic (“Moonlord”) rief als Administrator des Iron March dazu auf, zur Armee zu gehen, um sich Waffen und militärische Kenntnisse zum Zerstören des „Systems“ anzueignen. Er verpflichtete neue Mitglieder des Forums zur Lektüre eines Terrorhandbuchs und bezeichnete sich als AWD-Mitglied. 2019 enttarnten Antifa-Aktivisten seinen Klarnamen, worauf er seine AWD-Mitgliedschaft bestritt. 2021 entließ Kanadas Armee ihn.
Die Physikstudentin Lauren Ashley Paul aus Zanesville (Ohio) (“rekse_”, später “schönundweiß”) hatte online Kontakt zu Devin Arthurs und erklärte, sie habe AWD-Aufkleber entworfen und AWD-Plakate an Universitäten aufgehängt. Nach Arthurs´ Morden im Mai 2017 suchte sie „muslim-freie“ Neonazigruppen und entwarf für die bis August 2016 bestehende “Silver Legion” Propagandamaterial. Gründer dieser AWD-Teilgruppe waren Evan Gillwood (“Zeroangle”) aus Carlisle (Pennsylvania), Jared Casalinuovo (“Stealth_24” bzw. “arundel”) aus Reading (Massachusetts), und Andrew Oneschuk (“Borovikov”). Zum Umfeld gehörte Dillon Hopper (“Lauburu88”), der Anführer von Vanguard America. Danach arbeitete Lauren Paul wahrscheinlich für “Aryan Underground”. Ihr letzter Post im Iron March vom 7. Mai 2017 ging an Brandon Russell.
Bis Dezember 2019 enttarnte der Investigativjournalist Nate Thayer mehr als zwölf AWD-Mitglieder, darunter den Anführer der AWD-Zelle in Colorado Ryan Hatfield. Er verbreitete Masons Texte unter den Nutzernamen “RyanAW”, “Ryan Nolan Smith”, “Ryan Atomwaffen”, “Ryan Nolan Mason”, “Arthur Nolan Mason” im Internet. Seine Eltern billigten dies und schenkten ihm ein Maschinengewehr. William H. Stoetzer (“PanzerViking”, “Saor”) aus Cripple Creek (Colorado) war Umweltaktivist bei Earth First! und der Earth Liberation Front (ELF) gewesen und kam 2016 zur AWD-Zelle in Colorado. Die abgelehnte Soldatin Bella Oakley (“EdelweißSS”) traf sich danach privat mit Hatfield. Joshua Caleb Sutter (“Swiss Discipline”), Gründer des Temple ov Blood, leitete die AWD-Zelle in South Carolina, Oswald N. Woods (“Ozzy” oder “OzzyAW”) die in West Virginia.

## Aktivitäten

### Propaganda
Von 2015 bis 2017 warb die AWD mit Flugblättern, Plakaten und Aufklebern (“Join your local Nazis!”) an Hochschulen der USA um Mitglieder, erstmals an der University of Central Florida, 2016 an der Old Dominion University, der Boston University, der University of Colorado, der University of Chicago und der Suffolk University.
2016 zeigte ein AWD-Mitglied den Plakatspruch “Mary’s Life Mattered” vor dem Gebäude der Anti Defamation League (ADL) in Houston. Der Jude Leo Frank war 1913 für einen angeblichen Mord an der weißen Mary Phagan irrtümlich verurteilt und später gelyncht worden. Deswegen hatte sich damals die ADL gegründet.
Ab Dezember 2017 verbreitete die AWD ihre Propaganda, Mord- und Terroraufrufe jahrelang ungehindert im Internet, etwa mit Videos auf BitChute. Auf einigen verbrennen Maskierte die Flagge und Verfassung der Vereinigten Staaten. Auf Discord tauschten AWD-Mitglieder rund 250.000 Botschaften aus, darunter Handbücher zum Bombenbau, Absprachen für Gewaltakte in Charlottesville (August 2017) und Jubel über den fünften Mord aus den eigenen Reihen (Januar 2018). Erst nachdem ProPublica im Februar 2018 einige dieser Chats veröffentlichte, schloss Discord die AWD-Seiten und einige Alt-Right-Server. Inktale entfernte AWD-T-Shirts aus seinem Kaufangebot und sperrte die Anbieter. Cloudflare dagegen schützte die Webseiten “AtomwaffenDivision.org” und “SiegeCulture.com” weiter vor Hackern und informierte nur deren Datenbankanbieter über anonyme Beschwerden.
Bis Januar 2018 erschienen auf YouTube 13 AWD-Videos mit Gewaltszenen, Mord- und Terroraufrufen; nur das zweite erhielt einen Warnhinweis. Auf Steam verlinkte eine 17-köpfige AWD-Gruppe auf Webseiten und YouTubekonten von AWD-Benutzern, die Fotos des Massenmörders Dylann Roof, Hakenkreuze und Aufrufe zum „Rassenkrieg“ enthielten. Trotz vieler Proteste sperrte die Valve Corporation die Gruppe erst nach dem fünften AWD-Mord im Januar 2018. Im Februar 2018 sperrte YouTube auf Drängen der ADL einen der beiden AWD-Kanäle und löschte alle dort hochgeladenen Videos. Kopien davon standen jedoch trotz Beschwerden noch lange auf YouTube. Der AWD-Kanal “SIEGEtv” blieb ungesperrt. Nach der Sperre des Gab-Netzwerks im Oktober 2018 verbreitete die AWD ihre Propaganda auf Bitchute beim Domain-Registrar Epik weiter.
Das AWD-Video “Accelerating Vengeance” vom Mai 2019 zeigte einen Kernwaffentest von 1952, Schieß- und Kampfübungen maskierter Männer in Tarnkleidung und die Verbrennung der Flaggen von Israel, der UNO, Black Lives Matter, Blue Lives Matter, der Gadsden flag und der Regenbogenfahne. Es verwies auch auf eine Facebookseite und Bücher des Temple ov Blood. YouTube entfernte nur einige Kopien und ignorierte eine Beschwerde des Counter Extremism Project (CEP) tagelang. Bis 20. Mai 2019 hatte das Video auf YouTube mehr als 2300 Abrufe, war nun auch auf Vimeo, BitChute, Discord, Reddit und im Internet Archive zu sehen und auf 4chan und Gab verlinkt.
Auf dem Netzwerk Minds tauschten AWD-Konten verschlüsselte E-Mail-Adressen und Links zu AWD-Konten auf anderen Plattformen aus, um Sperrungen zu umgehen. Das AWD-Hauptkonto dort war bis Mitte 2017 aktiv und erhielt bis Mai 2019 mehr als 20.000 Abrufe. AWD-Mitglieder benutzen und empfehlen auch das Verschlüsselungsprogramm ProtonMail.

### Waffen- und Kampftraining
AWD-Mitglieder bereiten sich in “Hate Camps” mit Schießübungen, die auch US-Soldaten anleiten, auf den „Rassenkrieg“ vor. Neulinge werden laut einem Aussteiger auch Waterboarding unterzogen. Michael Lloyd Hubsky („Kommissar“), Leiter der AWD-Zelle in Nevada, organisierte dort Trainingslager. Er erwog, Kraftwerke und Gaspipelines in den USA zu sprengen, besaß eine Landkarte der Westküste mit solchen Zielen und durfte Schusswaffen verdeckt tragen. Er beschrieb, wie man zuhause Thermit-Granaten herstellen und Gewehre zu vollautomatischen Waffen aufrüsten könne. Er strebte eine Bundeslizenz zum Herstellen von Gewehren an, um eine Waffenvorratskammer für die AWD zu schaffen. Er organisierte ein Schießtraining im Death-Valley-Nationalpark und verpflichtete AWD-Rekruten zu einem Training mit Maschinengewehren, Messerkampf, Ringkampf, Klettern und Abseilen. Im Herbst 2017 hielt die AWD ein Hasscamp im Shawnee National Forest (Illinois) mit zehn Teilnehmern ab. In Concrete (Washington) drehten AWD-Mitglieder in der verlassenen Zementfabrik “Devil’s Tower” ein Propagandavideo. Leiter der dortigen Zelle mit erheblichem Einfluss auf die ganze AWD war Kaleb James Cole (“Khimaere”) aus Blaine (Washington). Er hatte zuvor in Anacortes einen jüdischen Ladenbesitzer mit Naziflaggen verfolgt und besaß eine AK-47. Im Dezember 2018 posierten Cole und ein Kamerad für Propagandafotos mit Totenkopfmasken vor dem KZ Auschwitz. Nach dem Fund der Fotos bei ihrer Wiedereinreise nahmen US-Behörden Cole neun Schusswaffen ab.

### Anschlagspläne
Die AWD propagiert den Guerilla-Kampf und Terroranschläge mit dem Ziel, die US-Regierung zu stürzen und einen „Rassenkrieg“ zu entfachen. Sie bedroht vorrangig Schwarze, Migranten, Homosexuelle, Juden und Muslime und plante unter anderem Angriffe auf die Wasser- und Stromversorgung der USA und auf Kernkraftwerke, um eine Kernschmelze hervorzurufen.
Am 17. Mai 2017 postete Russell auf dem Iron March das Handbuch “Tactics of the Crescent Moon: Militant Muslim Combat Methods”. Es beschreibt paramilitärische Taktik von Islamisten in Tschetschenien, Afghanistan und im Libanon, etwa den Umgang mit Landminen. Nach seiner Festnahme zwei Tage darauf und der Sperre seines Iron-March-Kontos versuchte er, aus der Haft Anleitungen zum Bombenbau an AWD-Mitglieder zu senden. Sein Nachfolger Denton forderte AWD-Mitglieder seit 2018 dazu auf, sich vom „System“ zu lösen, dazu Geld in einen Fonds einzuzahlen und ländliche Grundstücke zu kaufen. Von dort aus wollte er US-Bundesbehörden, U-Bahn-Stationen und Wasserwerke angreifen.

### Morde
Am 19. Mai 2017 ermordete Devin Arthurs seine Mitbewohner Jeremy Himmelman und Andrew Oneschuk in ihrer gemeinsamen Wohnung in Tampa (Florida). Am Tatort fand das FBI Russell bei den Opfern, ein Bild des Massenmörders Timothy McVeigh, rechtsextreme Propagandaschriften, eine SS-Flagge, einen schwarzen Stahlhelm, viele Kopien von Hitlers „Mein Kampf“ und die Turner Diaries. In Russells Garage fand man Chemikalien, wie sie Timothy McVeigh 1995 zum Bombenbau benutzt hatte, einen Kühlschrank mit hochexplosivem HMTD, Teile einer Rohrbombe, selbstgebaute Zeitzünder, leere Munitionsbehälter mit Zündschnüren, radioaktives Material und zwei Zählrohre. Arthurs bekannte, die Wohnung habe als AWD-Zentrum gedient. Alle vier Bewohner seien AWD-Mitglieder und Experten im Bombenbau. Sie hätten mit dem HMTD einen Anschlag auf ein nahes Kraftwerk geplant. Russell habe Anschläge auf zahllose Menschen, Regierungsgebäude, Synagogen, Stromleitungen und ähnliches geplant, Schusswaffen besorgt und seinen Mitbewohnern den Umgang damit gezeigt. Er würde, falls möglich, die beschlagnahmten Explosivstoffe erneut erwerben. Er sei der Nationalgarde Floridas beigetreten, um eine für die AWD nützliche Kampfausbildung und Ausrüstung zu erhalten. Die AWD versuche, US-Soldaten anzuwerben, und habe 60 bis 70 feste Mitglieder. Um sie aus entschlüsselten AWD-Chats zu ermitteln, bot Arthurs an, seinen PC zu öffnen und in die Computer anderer AWD-Mitglieder einzudringen. Das könne große Terrorpläne aufdecken und Leben retten. Er nannte widersprüchliche Mordmotive: Er habe von den Mitbewohnern geplante Anschläge verhindern wollen; sie hätten seinen islamischen Glauben verhöhnt; sie hätten ein „Viertes Reich“ aufbauen wollen.
Die Morde und Funde am Tatort machten die AWD als gefährliche Terrorgruppe bekannt. Russell gestand, er sei Nationalsozialist und AWD-Mitglied, habe das HMTD hergestellt und besitze die übrigen Stoffe, aber nur, um damit Feuerwerkskörper für einen Ingenieurkurs des Militärs herzustellen. Ein Experte bestritt, dass HTMD sich dazu eigne.
Dennoch ließ das FBI Russell zunächst frei. Daraufhin besorgte er sich Schusswaffen, Munition und Schutzkleidung, lud sie in seinen Pkw und verließ die Stadt. Bei einer Verkehrskontrolle wurde er festgenommen. Sein Begleiter, der 20-jährige Neonazi William James Tschantre, hatte am Vortag seinen Job aufgegeben und sein Erspartes abgehoben, um mit Russell fortzuziehen. Dieser gab an, er habe die Waffen legal für die Jagd erworben. Erst dann beantragte das FBI einen Haftbefehl für ihn wegen des illegalen Besitzes von Explosivstoffen und Fluchtgefahr.
Im Juni 2017 wurden Russell und Tschantre angeklagt. Dieser gab an, die AWD habe in Florida rund 30 Mitglieder. Er habe sich mit Russell in einem Internetforum über Faschismus, Nazismus und Hass auf die Regierung ausgetauscht und mit ihm Waffenläden besucht. Er kenne Russells Mitbewohner und habe zu ihnen ziehen wollen. Russell habe AWD-Bewerber überprüft, um „komplette Idioten“ auszuschließen. Dieser verweigerte jede Aussage zur AWD.
Eine Untersuchung der Nationalgarde Floridas ergab, dass Russells AWD-Tattoo bei seinem Eintritt im Februar 2016 nicht zugeordnet worden war. Wegen seinen Hasskommentaren gegen Homosexuelle hatten Vorgesetzte ihn zweimal verwarnt. Er hatte Schutzwesten erhalten  und nachhause mitgenommen, soll aber keine Soldaten für die AWD anzuwerben versucht und seine rechtsextreme Haltung nicht gezeigt haben. Daher sei es nicht fahrlässig gewesen, ihn aufzunehmen und auszubilden. Der Bericht überging Arthurs' Aussagen und Warnungen an andere Militärstellen vor der AWD. Trotz mindestens sieben enttarnten AWD-Mitgliedern unter ehemaligen US-Soldaten veranlasste die US-Armee bis Ende 2018 keine Untersuchung dazu. Das FBI befragte bis dahin weder Arthurs' Vater, dem er die Tat zuerst gestanden hatte, noch ein Steinbruchunternehmen, von dessen Gelände Russell einen Lageplan angefertigt hatte. Aus einem solchen Steinbruch hatte Timothy McVeigh Sprengkapseln für seinen Anschlag gestohlen. Laut einem Sprengstoffexperten war Russells Material für einen solchen Anschlag geeignet. Das FBI löste die AWD nicht auf und nahm keine weiteren Mitglieder fest, so dass sie weiter Rekruten anwerben und an Waffen ausbilden konnten.
Im Januar 2018 wurde Russell zu fünf Jahren Haft verurteilt. Arthurs wurde zunächst in eine Psychiatrie eingewiesen, nach seinem Geständnis im Mai 2023 aber zu 45 Jahren Gefängnis verurteilt.
Nicholas Giampa (Twitterkonto “@doctorpepper35”) radikalisierte sich ab Frühjahr 2016 von einem rassistischen und antisemitischen Fan von Donald Trump zu einem Hitleranhänger, Holocaustleugner und AWD-Anhänger, der zur Ermordung von Juden aufrief. Als die Mutter seiner Freundin einige seiner Tweets fand, drängte sie ihre Tochter, sich von ihm zu trennen. In der folgenden Nacht zum 22. Dezember 2017 erschoss der 18-jährige Giampa die Eltern seiner Freundin in deren Haus in Reston (Virginia) und überlebte dann einen Suizid-Versuch.
Nach jahrelanger Netzaktivität als bekennender „nationaler Sozialist“ trat Samuel Woodward aus Lake Forest (Kalifornien) Anfang 2016 der AWD bei, besuchte in Texas einen AWD-Trainingskurs und soll in Kalifornien weitere AWD-Mitglieder angeworben haben. Am 3. Januar 2018 ermordete Woodward (20) den homosexuellen Juden Blaze Bernstein (19) mit Messerstichen. Als Tatmotiv behauptete er einen Annäherungsversuch Bernsteins. Zuvor hatte er Homosexuelle im Netz zum Kontakt eingeladen; darum hatte Bernstein sich mit ihm verabredet. Da sich beide nur flüchtig kannten, aber die AWD-Webseiten konstant zum Ermorden von Juden und Homosexuellen aufrufen, wurde Woodward eines antisemitischen Hassverbrechens angeklagt. Die AWD feierte ihn als „Ein-Mann-Abrisstruppe für schwule Juden“ und erstellte T-Shirts mit seinem Porträt und einem Hakenkreuz auf seiner Stirn.

### Weitere Straftaten
Der AWD-Anhänger Vassilis Pistolis (“VassilistheGreek”) kündigte im Frühjahr 2017 im Iron March an, beim rechtsextremen Aufmarsch in Charlottesville werde er notfalls jemand töten. Er schlug mehrere Gegendemonstranten mit einem Knüppel, darunter eine transsexuelle Frau, und brüstete sich danach damit im Netz. Bei einer weiteren rechtsextremen Kundgebung schwenkte er eine AWD-Flagge. Nach interner Kritik trat er im November 2017 zur “Traditionalist Workers Party” über. Als Journalisten ihn auf Fotos in Charlottesville identifizierten, behauptete er, er habe die AWD nur ausspioniert. Im Juni 2018 verurteilte ein Militärgericht ihn wegen Ungehorsam und Falschaussagen zu einem Monat Haft und stufte seinen Rang herab. Das United States Marine Corps wollte ihn entlassen. Die Polizei stellte ihre Ermittlungen gegen ihn jedoch ein.
Jeffrey und Edward Clark (“DC_Stormer”) aus Washington, D.C. kamen nach dem Aufmarsch in Charlottesville von “Vanguard America” zur AWD und gehörten bis mindestens September 2017 zur AWD-Zelle in Virginia. Nach dem Anschlag ihres Freundes Robert Bowers auf eine Synagoge in Pittsburgh am 27. Oktober 2018 beging Edward Clark Suizid. Jeffrey lobte Bowers als „Helden“, dessen Opfer den Tod und Schlimmeres verdient hätten. Im Gab-Netzwerk erklärte er, damalige Briefbomben von Neonazis an Barack Obama, Hillary Clinton und George Soros seien ein „trockener Vorlauf“ für Kommendes. Als er selbst Morde an Juden und Schwarzen erwog, verständigten Angehörige die Polizei. Diese fand im Haus der Brüder AWD-Flugblätter, Munition, schusssichere Westen, Helme, eine Hakenkreuzflagge und einen Galgenstrick. Jeffrey Clark wurde festgenommen und räumte seine Mitgliedschaft in rechtsextremen Gruppen ein. Er und sein Bruder hätten seit Trumps Wahlsieg 2016 einen Bürgerkrieg erwartet und sich für Schusswaffen interessiert. Bowers habe Juden aus Vergeltung für die Migrantenkarawane ermordet, mit denen Juden Amerika zerstören wollten. Er habe mit Bowers nur online Kontakt gehabt und Gewaltaufrufe nicht ernstgemeint. Im Oktober 2018 erhielt er wegen illegalem Waffenbesitz eine Bewährungsstrafe.
Von da an ermittelte das FBI rund ein Jahr lang intensiv zur AWD und erkannte eine erheblich gewachsene rechtsextreme Terrorgefahr. Im Februar 2019 nahm das FBI das AWD-Mitglied Benjamin Bogard wegen eines Bombenanschlagsplans fest. Auf seinem Handy fand man Videos mit Kinderpornografie und Vergewaltigung. Am 5. Juni 2019 wurde Brian Patrick Baynes (“Ted Bundy”) aus Fairfax festgenommen. Er gehörte zur AWD-Zelle in Virginia, besaß drei Sturmgewehre und eine riesige Menge Munition, teils illegal erworben. Im August 2019 wurde der Exsoldat und Wachmann Conor Climo verhaftet. Er war AWD-Mitglied mit Kontakten zur “Feuerkrieg Division”. Bei ihm fand man Sprengstoffchemikalien und eine illegale Waffe. Er gestand seinen Plan, damit eine Synagoge niederzubrennen und eine Gay-Bar in Las Vegas anzugreifen.
Im August 2019 beschmierte Cameron Brunson Blake (34) eine Synagoge in Los Angeles mit antisemitischen Parolen und bedrohte einen jüdischen Vater und sein Kind mit Mord. Nach seiner Festnahme fanden Ermittler Bezüge zur AWD in Blakes Netzbeiträgen.
Ab 2016 wollte der Soldat Jarrett William Smith aus Fort Riley (Kansas) mit dem rechtsextremen Regiment Asow in der Ukraine kämpfen. Im Netz beschrieb er, wie man Handytelefone zu Bomben umbaut. In Gesprächen mit einem Agenten, den er für einen Kameraden hielt, beschrieb er den Bau einer Autobombe und sein Vorhaben, Antifa-Angehörige zu töten. Am 21. September 2019 nahm das FBI ihn fest. Er gestand, dass er regelmäßig im Netz zum Bombenbau anleite, auch Personen mit Mordabsichten, um Chaos zu verursachen. Laut Anklageschrift wollte er den Funkmast eines lokalen Nachrichtensenders und den Hauptsitz eines Nachrichtennetzwerks in den USA zerstören.
Andrew Jon Thomasberg (“GrecoViking”) trat nach dem Aufmarsch in Charlottesville von “Vanguard America” zur AWD über und leitete dann die AWD-Zelle in Virginia. Im Netz zeigte er sich als bekennender Nationalsozialist, der die legendäre „Blutfahne“ der NSDAP wiederfinden, bewahren und als „Fackel des NS“ weitertragen wollte. Er gravierte das AWD-Logo in eine seiner Waffen ein und zeigte ein Foto davon auf dem AWD-Discordserver. Gegenüber seinem Kameraden Brian Patrick Baynes lobte er die Rechtsterroristen Robert Bowers, Brenton Tarrant und John Earnest. Er selbst sei bereit, Nichtweiße zu verletzen, und habe schon einmal fast Schwarze in einem Einkaufszentrum erschossen. Als Angestellter eines Waffengeschäfts bestellte er ohne Wissen seines Chefs ein Sturmgewehr und verkaufte es privat an Baynes. Im September 2019 nahm das FBI ihn fest und fand 20 Schusswaffen in seinem Haus.
Am 4. November 2019 war Aiden Bruce-Umbaugh (23) mit dem AWD-Anführer Kaleb James Cole in Tarnkleidung unterwegs und wurde festgenommen. In ihrem Pkw fand die Polizei vier Gewehre, eine Pistole und bis zu 2000 Schuss Munition. Von 2017 bis 2019 erhielten mindestens elf AWD-Mitglieder in den USA Haftstrafen für Straftaten wie Mord, illegalen Waffenbesitz und Besitz von Kinderpornografie.
Im Februar 2020 nahm das FBI die AWD-Mitglieder John Cameron Denton (Virginia), Kaleb James Cole (Seattle), Cameron Brandon Shea (Redmond, Washington), Taylor Ashley Parker-Dipeppe (Spring Hill, Florida), Johnny Roman Garza (Queen Creek, Arizona), John William Kirby Kelley und zwei Ausländer fest. Sie wurden wegen einer koordinierten Einschüchterungskampagne gegen Investigativjournalisten von ProPublica, Dozenten der Old Dominion University, eine Kirchengemeinde schwarzer Baptisten und die frühere Ministerin Kirstjen Nielsen angeklagt. Sie sollen ferner bis zu 134 Mal mit falschen Notrufen (“swatting”) Polizeieinsätze ausgelöst haben. Sie kommunizierten laut Anklage über ein verschlüsseltes Chatprogramm und identifizierten Personen, besonders Juden oder schwarze Journalisten, die sie einschüchtern wollten. Zwei Beschuldigte hätten Poster mit Nazisymbolen, maskierten Bewaffneten und Drohungen entworfen und an AWD-Mitglieder gesandt, die sie weiter verbreiteten. Kaleb Cole wurde im Januar 2022 wegen der Drohungen zu sieben Jahren Haft verurteilt.
Der AWD-Gründer Brandon Russell wurde 2021 aus seiner ersten Haft entlassen. Dort hatte er sich seit 2018 mit Sarah Clendaniel (Nutzernamen „Nythra88“ und „Kali1889“) angefreundet. Das Paar soll gemeinsame Anschläge auf fünf Umspannwerke von Baltimore (Maryland) geplant haben, um die ganze Stadt zu zerstören. Beide wurden deshalb im Februar 2023 erneut festgenommen und einer Verschwörung zur Beschädigung von Energieinfrastruktur angeklagt. Ein mutmaßlich von Clendaniel verfasster Internettext bezog sich laut FBI auf Adolf Hitler und die Rechtsterroristen Ted Kaczynski und Anders Breivik. Russell soll seine Freundin zum Erwerb einer Schusswaffe angeleitet und ihr die Standorte von Transformatoren geliefert haben, um dem Stromnetz „größtmöglichen Schaden“ zuzufügen. Geleakte Chats zeigten seine in der Haft fortgesetzten Terrorpläne.

### Angebliche Auflösung
Nach den Festnahmen von sieben Mitgliedern der AWD und der verwandten Gruppe The Base im Februar 2020 behauptete James Mason in einem Audio an Vice.com vom 15. März 2020, die AWD habe sich am 9. März 2020 aufgelöst und ihn beauftragt, dies bekanntzugeben. Wegen der staatlichen Infiltration und den vielen Festnahmen sei das Vortäuschen organisatorischer Aktivitäten zwecklos geworden. Alles, was fortan im Internet unter dem AWD-Label zu finden sei, sei Schwindel. Die meisten Experten hielten das Audio für authentisch, bezweifelten aber, dass die AWD alle Aktivitäten einstellte.

### Nachfolgegruppen
Ab März 2020 bildeten sich in den USA und Großbritannien zwei AWD-Nachfolgegruppen mit derselben Ideologie. Im Juli 2020 gaben einige frühere AWD-Anführer bekannt, die AWD habe sich unter dem Namen National Socialist Order (NSO) neu organisiert. Man habe aus Fehlern der AWD gelernt und der NSO eine neue Führung gegeben, die ganz dem Aufbau einer „arischen, nationalsozialistischen Welt mit allen notwendigen Mitteln“ verpflichtet sei. Laut britischen Experten sieht sich die NSO als “Atomwaffen Division 2.0”.
Im November 2021 erklärte eine zweite Gruppe früherer AWD-Mitglieder, die AWD organisiere sich neu, um der breiteren Faschismusbewegung Orientierung zu bieten. James Masons Erklärung vom März 2020 sei damit „offiziell hinfällig“ und „nicht mehr als eine schlechte Erinnerung“. Die NSO und die neue AWD seien getrennte Organisationen. Mason verurteilte letztere Neugründung als „dumme Tat eines einzelnen Spinners“, die andere frühere AWD-Mitglieder strafrechtlicher Gefahr durch die „Feindesregierung“ aussetze. Die AWD habe sich „mit allen Ehren“ 2020 aufgelöst und werde als Legende weiterleben.
Im Januar und Februar 2022, dem Black History Month, gingen an 20 afroamerikanischen Hochschulen der USA Bombendrohungen von Neonazis ein. Ein Drohanrufer bekannte sich zur AWD. Am 30. Januar 2022, kurz nach dem Gerichtsurteil gegen Kaleb Cole, erklärten frühere AWD-Mitglieder auf Telegram die sofortige „Reaktivierung“ der AWD mit neuer Führung. James Masons Auflösungsbeschluss von 2020 sei damit hinfällig. Man wolle AWD-Mitglieder vor allem in der Waffenbeschaffung schulen und die Terrorzellen mit dem nötigen Wissen ausstatten, um „im Busch zu überleben“. Ein neues Video zeigte dazu ein Schießtraining im Wald mit früheren Mitgliedern der Base. Bis 3. Februar 2022 fand das FBI sechs Jugendliche als mögliche Urheber der Bombendrohungen.
Von der NSO spaltete sich 2022 die Gruppe National Socialist Order of Nine Angles (NSO9A) ab, deren Ideologie als „Nazi-Satanismus“ bezeichnet wird. Sie verehrt den Gründer der American Nazi Party George Lincoln Rockwell und gab 2023 eine sechste Auflage von James Masons Buchs Siege heraus. Mason warf der Gruppe vor, sie habe diese Neuauflage mit staatlichen Zuschüssen bezahlt. Ihre Mitglieder seien „unausgeglichene Verrückte“, und Satanismus sei „Müll“. Gleichwohl setzte die NSO9A den Nazi-Satanismus in der AWD fort. Sie gilt als Ergebnis des anhaltenden ideologischen Einflusses der O9A auf das AWD-Netzwerk. Eine Webseite der NSO9A vom März 2023 zeigte einige Aktionsvideos der russisch-ukrainischen Neonazigruppe M.K.Y, beschrieb diese als verbündete „finstere Sekte“ und als Teil eines “Dreizack-Bündnisses”. Nach Sperrung der Webseite wurden 2024 keine Aktivitäten der NSO9A beobachtet.

## Transnationales Netzwerk
Ab 2017 warben AWD-Mitglieder aus den USA auch in Australien und Europa um Unterstützer. Bis 2019 entstanden ähnliche Gruppen in Deutschland, Großbritannien, Kanada, Polen, Tschechien und der Ukraine. Wegen ihrer transnationalen Vernetzung schlug Europol 2019 vor, verdächtige Rechtsextreme dieses Umfelds wie Islamisten auf eine Terrorliste der Europäischen Union (EU) zu setzen.
Bis Oktober 2022 fand das New Yorker Counter Extremism Project (CEP) insgesamt 15 Organisationen und 26 Einzelpersonen, die nach James Masons Terrorideologie Siege handelten oder handeln.

### The Base
Rinaldo Nazzaro gründete um 2001 in New York City eine Firma für Aufstands- und Terrorbekämpfung, die mit dem FBI, dem Verteidigungsministerium der Vereinigten Staaten und dem Ministerium für Innere Sicherheit der Vereinigten Staaten zusammenarbeitete. 2014 bildete seine Firma Soldaten des Special Operations Command (SOCOM) aus. Nazzaros Aufgabe unterlag dem höchsten Geheimhaltungsgrad im Pentagon.
2012 heiratete er eine Russin und zog 2017 mit seiner Familie nach Russland. Im Netz vertrat er unter dem Nutzernamen “Norman Spear” den “Northwest Territorial Imperative” der Neonazis Richard Butler (Aryan Nations) und Harold Covington (Combat 18), durch Landkauf im Nordwesten der USA eine nur von Weißen beherrschte Region zu schaffen. Nur diese Sezession könne die Weißen vor dem angeblich drohenden „Großen Austausch“ durch nichtweiße Migranten bewahren. Im Dezember 2017 stellte “Norman Spear” sich auf einem rechtsextremen Podcast als Organisator der „Nordwestfront“ vor und beschrieb einen Vierphasenplan für einen unabhängigen Ethnostaat weißer Amerikaner im Nordwesten der USA. In einem Videoarchiv von Bitchute wurde er als „Experte für Verteidigungsübungen und früherer CIA-Feldoffizier“ vorgestellt.
Seit Trumps Wahlsieg im November 2016 warb “Norman Spear” auf Twitter für sein Netzwerk The Base, das er im Juli 2018 gründete. Der Name war an Al-Qaida (arabisch für „Die Basis“) angelehnt. Logo der Base war eine schwarzweiße Totenkopfmaske mit drei Eihwaz-Runen. Nazzaro verlangte von Bewerbern die Lektüre von James Masons Buch Siege und erlaubte ihnen Mehrfachmitgliedschaften bei der AWD und anderen Neonazigruppen. The Base sollte terrorbereite „weiße Nationalisten“ zusammenführen, weitgehend autonome Untergrundzellen mit paramilitärischem Training zum „führerlosem Widerstand“ ausbilden und auf einen „Rassenkrieg“ gegen westliche Regierungen vorbereiten. Dazu stellten Nazzaro und seine Mitstreiter Terrorpropaganda her, organisierten persönliche Treffen und stellten auf der App Riot einen verschlüsselten Chatroom her. Dieser umfasste eine Sammlung von Handbüchern und Videos für Einsamer Wolf-Taktiken, Herstellung von Schusswaffen, Bomben und chemischen Waffen, Datengewinnung, Verhörstechniken, Gegenüberwachung, Guerillakriegsführung und Überlebensmethoden. Im September 2018 stellte Nazzaro die Base im Podcast The Darkest Hour als eine Art Elitekampftruppe vor. Prominente Neonazis und AWD-Mitglieder unterstützten sein Projekt. Auf Gab, Twitter und Neonaziseiten wie Fascist Forge verbreitete The Base ihre Propaganda, darunter eine Anleitung zum Aufschlitzen von Gegnern im Messernahkampf. Mitglieder empfahlen europäischen Verbündeten, nichtdetonierte Bomben und Munition aus dem Zweiten Weltkrieg als Unkonventionelle Spreng- und Brandvorrichtung (IED) oder Granaten zu verwenden. Sie unterstützten den Attentäter von Pittsburgh Robert Bowers und bejahten Gewalt besonders gegen Juden, besprachen konkrete Terrorangriffe aber nur bei realen Treffen. Bewerber konnten sich anonym anmelden, mussten „Rasse“, Geschlecht, ihre Neonazi- oder proweiße Organisation, militärische, wissenschaftliche und technische Erfahrung angeben und wurden dann überprüft. Um landesweite und transnationale Treffen anzuregen, bot Nazzaro monatlich einen Preis für die offline aktivsten Mitglieder an. Angestrebt wurde ein sicheres Kommunikationsnetzwerk auf dem Amateurfunk Ham Radios. Die Gruppe wuchs bis November 2018 auf rund 50 Mitglieder und war mit der AWD, der Eco-Fascist Order (EFO), Volkish und anderen rechtsextremen Gruppen vernetzt. Wegen ihrer für gewaltbereite Neonazis attraktiven Angebote und Vernetzung ungeachtet ideologischer Unterschiede hielten das Southern Poverty Law Center (SPLC) und die Anti Defamation League (ADL) die Base für enorm terrorgefährlich.
Nach der Sperre des Twitterkontos “Norman Spear” eröffnete Nazzaro im Januar 2019 das Nachfolgekonto “Roman Wolf”. Dort veröffentlichte er Privatdaten von Antifa-Aktivisten, die seine Werbung behinderten, und rief dazu auf, sie zu bedrohen. The Base zog auf die Plattformen Wire und Telegram um. Im Jahr 2019 entstanden Teilgruppen in Rome (Georgia), Wisconsin, New England und New Jersey. An den Trainingscamps beteiligten sich auch Neonazis aus Australien, Europa, Kanada und Südafrika.
Im August 2019 leiteten Nazzaro und Richard Tobin aus New Jersey ein Hatecamp der Base in Pennsylvania, an dem auch der Deutsche Lukas H. („Dekkit“) und der verdeckt recherchierende kanadische Reporter Ryan Thorpe teilnahmen. In der Winnipeg Free Press enttarnte Thorpe dann den kanadischen Soldaten Patrik Mathews als Mitglied der Base. Daraufhin drohte Tobin im Onlinechat der Base, Thorpe zu ermorden.
Im September 2019 besprühten Tobin und Helfer mehrere Synagogen in Michigan und Wisconsin mit Hakenkreuz- und Wolfsangel-Graffiti. Bald darauf wurde Tobin festgenommen. Das FBI fand in seinen PC-Daten Nazi- und Terrorpropaganda, darunter Videos vom Terroranschlag in Christchurch, Anleitungen zum Bau von Lkw-Bomben, Belege für Tobins Mitgliedschaft in der Base und der AWD und für seine „Operation Kristallnacht“: Diese sollte Synagogen in den ganzen USA vandalieren, um an die Novemberpogrome 1938 zu erinnern. Tobin gestand seinen Plan für ein Selbstmordattentat oder (wie Timothy McVeigh) einen Fassbombenanschlag. Er sei kurz davor gewesen, Schwarze in einem Einkaufszentrum mit einer Machete abzuschlachten. So wurden die Gefährlichkeit der Base und ihre enge Verbindung zur AWD bekannt. Zudem gestand Tobin den Plan der Base, Ryan Thorpe zu ermorden und Patrik Mathews illegal in die USA zu bringen, um ihn der Strafverfolgung in Kanada zu entziehen.
Ab Oktober 2019 versuchte Nazarro junge Männer in Europa, Südafrika und Australien für die Base anzuwerben, so auch in Deutschland. In entschlüsselten Wire-Chats zeigten sechs australische Bewerber (etwa “Advocate-Cannibalism” mit Kontakten zur rechtsextremen Lads Society, “Rooreich88” und “Sherman”, ein 17-Jähriger aus Canberra) offen ihre nationalsozialistische Gesinnung. Den besonders aktiven Nutzer “Volkskrieger” aus Perth machte Nazzaro zum Anwerber der australischen Base und unterwies ihn in Aufnahmeprozeduren und Waffenbeschaffung. Der Bewerber “Will T Power” wurde als Dean Smith enttarnt, ein Politiker der nationalistischen Partei Pauline Hanson’s One Nation. Er wurde kein Base-Mitglied. Am Anwerben beteiligte sich Luke Austin Lane (“TMB”) aus Georgia.
Ab Dezember 2019 überwachte das FBI drei mutmaßliche Base-Mitglieder in Newark (Delaware), wohin Patrick Mathews gezogen war. Im Januar 2020 erfuhr das FBI durch abgehörte Telefonate von Anschlagsplänen auf eine Waffenshow in Virginia und auf ein Antifa-Paar sowie von geplantem Vandalismus an mehreren Synagogen. In einem Telefonat beschrieb Nazzaro die AWD als Vorbild, kündigte den Ausschluss eines Base-Mitglieds an und verdächtigte ein weiteres als Spitzel. Daraufhin nahm das FBI sieben Base-Mitglieder fest: Yousef Omar Barasneh (Oak Creek, Wisconsin), William Garfield Bilbrough IV, Michael John Helterbrand (25), Jacob Kaderli (19), Luke Austin Lane (21), Brian Mark Lemley (33), und Patrik Mathews (27). Mit Hilfe der Eugene Antifa enttarnte die britische Zeitung The Guardian Nazzaro am 24. Januar 2020 als Käufer eines Grundstücks für ein Trainingscamp der Base in Ferry County (Bundesstaat Washington), als Besitzer der Twitterkonten “Norman Spear” und “Roman Wolf” und somit als Gründer und Leiter der Base. Die BBC berichtete am selben Tag über Nazarros Aufenthalt in Russland.
Nach den Festnahmen erklärte Nazzaro in einer Videoserie auf Bitchute, er wolle geheime paramilitärische Trainingseinheiten für den „System-Kollaps“ in den USA gründen und lokale Zellen in einer nationalen Kampftruppe zusammenführen. Er vertraue auf eine allmähliche Entwicklung gesetzloser Regionen in den USA, wo Regierungsbeamte Recht und Gesetz nicht mehr durchsetzen könnten oder wollten. Er bot aus Russland Finanzierungshilfe für den Aufbau eines Trainerkaders für jede Region der USA an und betonte, es handele sich um legales Überlebenstraining und Selbstverteidigung, das erst langfristig spürbare Wirkung habe. Erneut stellte er Handbücher dafür bereit und ermahnte interessierte Trainer, sie müssten notfalls Amerikaner „hart behandeln“ (töten), um eine Region oder Ortschaft zu erobern und zu halten. Experten stuften Nazarros neues Projekt daher als ebenso gefährlich wie seine früheren Terrorpläne ein. Vermutet wird, dass russische Staatsbehörden ihn decken und unterstützen, auch finanziell.
Im Oktober 2020 erhielt das SPLC 80 Stunden Tonaufnahmen von Anwerbegesprächen Nazzaros, die er ab November 2018  auf Wire mit mehr als 100 Bewerbern geführt hatte. Darunter waren rund 20 aktive Soldaten und einige Reservisten. In den meisten Gesprächen ging es um Waffenbeschaffung, den erwarteten Kollaps der USA, Hass auf die moderne industrielle Zivilisation und Anschlagsabsichten gegen nichtweiße Gruppen. Im selben Monat lieferte die Ukraine den früheren US-Marinesoldaten Ryan Burchfield an die USA aus. Er hatte als mutmaßliches Base- oder AWD-Mitglied illegal in der Ukraine gegen russische Separatisten gekämpft.
Im November 2020 trat Nazzaro im russischen Fernsehsender Rossija 24 auf und bestritt, dass er Terrorist oder ein Agent Russlands sei. Er sei Familienvater, habe nur Selbstverteidigungstraining angeboten und leite die Base nicht mehr. Das FBI ermittelte weiter gegen ihn, klagte ihn aber nicht an und beantragte nicht seine Auslieferung. Bis Ende 2022 wurden in den USA mehr als zwölf Base-Mitglieder zu Haftstrafen verurteilt. Kanada, Großbritannien und einige weitere Staaten stufen The Base als transnationale Terrororganisation ein. Die Gruppe bestand fort. Im Oktober 2022 rief sie im Netz dazu auf, linksgerichtete Beamte der US-Regierung zu ermorden.

### Antipodean Resistance
Am 29. Februar 2016 warben die australischen Nutzer „Chud“ und „Kehlsteinhaus“ auf dem Iron March um „jüngere Nationalsozialisten, 14-25“ für eine neue Gruppe. Sie werde „den Kampf zum Feind tragen“, etwa zu einer Synagoge, um „den Abschaum einzuschüchtern“. Ab 10. Oktober 2016 trat die Antipodean Resistance (AR) mit eigenem Teilforum auf dem Iron March hervor. Ihre Flagge ist blau mit schwarzem Hakenkreuz. Ihr Logo zeigt eine Totenkopfmaske und einen weißen Akubra-Hut, der auf einem Hakenkreuz ruht, mit einer schwarzen Sonne im Kranzgebinde dahinter. AR vertritt wie die AWD eine offen nationalsozialistische, extrem antisemitische, rassistische und homophobe Ideologie und ruft zu Guerillakrieg und Terror auf. Alle Australier nichteuropäischer Herkunft werden als Feinde betrachtet, aber „die Juden“ gelten als primärer und absoluter Feind, der als Weltjudentum angeblich Banken, Regierungen und Medien kontrolliere und einen „weißen Genozid“ durch Massenmigration in mehrheitlich weiße Länder plane. AR-Mitglied „Xav“, dessen Benutzerprofil „Juden vergasen“ als sein „Interesse“ nannte, zitierte das Gruppenmotto: „Wir sind die Hitlers, auf die ihr gewartet habt.“ Andere schrieben: „Wir Nationalsozialisten hier werden wie unsere Brüder in Übersee unsere Nationen zurückholen“. Man wolle keine Massen, sondern die kampfbereiten Fanatiker, die im Alltag aktiv „die Wiedergeburt unseres Volkes“ anstrebten. Als Nahziel wolle man alle fanatischen nationalsozialistischen jungen Australier in einer Jugendbewegung vereinen und weiter die eigene Ideologie verbreiten. Von Beginn an betonten AR-Mitglieder ihre Kontakte und ideologische Nähe zur AWD in den USA, zur britischen National Action (NA), zum Nordic Resistance Movement (NRM) in Skandinavien und zur historischen NSDAP. AR-Spruchbänder vom Januar 2018 an Autobahnbrücken trugen den Satz „Weiße Revolution ist die einzige Lösung“, der zuvor auf Iron-March-Plakaten in Toronto (Kanada) stand. Die von der SS übernommene Totenkopfsymbolik und der rechtsextreme Zahlencode 1488 verbinden AR mit dem Iron March und anderen dort entstandenen Neonazigruppen. Obwohl die AR-Webseite die AWD nicht nennt, verwenden beide in ihrem Propagandamaterial identische Bilder, Symbole, Masken und Parolen, stellen die gleichen Aufnahmebedingungen und bieten gleichartige Aktivitäten an, vor allem Kampf- und Schusswaffentraining. AR beruft sich auf dieselben Vorbilder, etwa William Luther Pierce und James Mason. Mitglieder beider Gruppen haben virtuelle und reale Kontakte.
Im Januar 2018 gab AR rund 300 australische Mitglieder an, meist junge Männer. Sie halten ihre Identitäten möglichst geheim, verbergen in Videos und auf Fotos stets ihre Gesichter mit Totenkopfmasken und zeigen keine Tattoos. Viele stammen aus wohlhabenden Familien und besuchen Privatschulen. Teilgruppen bestehen unter anderen in Adelaide, Ballarat, Bathurst, Bega, Bendigo, Brisbane, Devonport, Gold Coast, Hobart, Launceston, Melbourne, Newcastle, Perth, Sunshine Coast, Sydney, Toowoomba und Townsville. Seit Februar 2018 besteht auch ein AR-Zweig für Frauen namens Antipodean Resistance Women’s Alliance (ARWA).
Bevorzugte Trainingsgebiete der AR sind die Grampian Mountains und die Halbinsel Wilsons Promontory in Victoria, der Brisbane Forest Park, Mount Glorious, Mount Beerburrum, das Hinterland von Gold Coast, Mount Warning und andere. AR verbreitet Propaganda für Nazis und gegen Juden, Homosexuelle, Migranten und Aborigines, etwa mit Hitler-Portraits, Karikaturen und Mordaufrufen im Stil des NSDAP-Hetzblatts „Der Stürmer“ und Parolen wie “420 Blaze It” (bezogen auf Krematorien in NS-Vernichtungslagern) und “420 Raise It” (bezogen auf den Hitlergruß). Am Australia Day 2018 schürten hunderte nachts an Universitäten verteilte AR-Poster Hass gegen Aborigines und riefen zur Deportation chinesischer Studenten auf.
Im September 2018 forderte der Rechtspopulist Fraser Anning eine „Endlösung“ für Migration und spielte damit auf die nationalsozialistische Bezeichnung der Shoa als „Endlösung der Judenfrage“ an. Nachdem die Ministerpräsidentin Jacklyn Trad ihn dafür scharf kritisierte und seiner Katter’s Australian Party fünf Mitarbeiter entzog, beklebten AR-Mitglieder ihr Bürofenster mit Hakenkreuzaufklebern, um sie einzuschüchtern.
Laut einer parlamentarischen Untersuchung in New South Wales vom Oktober 2018 hatten 35 Abgeordnete der National Party of Australia Kontakte zu Neonazis, einer davon zur AR. Das spätere Aussteigerpaar Lisa Sandford und Justin Beulah hatte 2017 AR-Propaganda weiterverbreitet. Nachdem das Investigativkollektiv Unicorn Riot weitere rechtsextreme Kontakte und Chats auf Discord aufdeckte, schloss die Partei 20 Mitglieder auf Lebenszeit aus.
Ein enormer Anstieg antisemitischer Vorfälle von 2018 ging großenteils auf die AR zurück. Diese versuchte, die National Party zu infiltrieren, neue Mitglieder anzuwerben und NS-Ideologie zu verbreiten.
Der spätere rechtsextreme Massenmörder Brenton Tarrant postete im Dezember 2017 eine Fünf-Sterne-Bewertung für ein Unternehmen des Neonazis Marcus Christensen (24) von der australischen Lads Society, der auch AR-Propaganda im Internet verbreitete. Der Anführer der Lad Society gestand direkte online-Kontakte zu Tarrant seit 2015 und Versuche, diesen für seine Gruppe anzuwerben.
Laut Experten gehört die AR zu dutzenden rechtsextremen Splittergruppen in Australien, die seit 2015 entstanden und stetig gewachsen sind. Sie erhielten durch anti-islamische Kundgebungen rechtspopulistischer Parteien wie der United Patriots Front, 2019 nochmals durch Tarrants Massaker in Christchurch Auftrieb.
Ein Mitglied der Neonazigruppe “Action Zealandia” in Neuseeland wollte eine bewaffnete Terrorgruppe “Southern Order” gründen, nahm dazu 2020 online Kontakt mit der AWD auf und ließ sich von ihr bei illegalen Waffenkäufen und Organisation beraten. Er lud Mitglieder des “Nordic Resistance Movement” zu einer „Pilgerreise“ auf den Spuren des Massenmörders Brenton Tarrant ein und sandte auch der Base Grüße. Er war in Kontakt mit terrorverdächtigen Mitgliedern der “Action Zealandia” und verbreitete eine Anschlagsdrohung gegen eine weitere Moschee in Neuseeland auf Telegram. Er erwog, Homosexuelle auf der Straße zu erschlagen.

### Northern Order
Im Frühjahr 2018 erschien die AWD-Teilgruppe Northern Order (NO) in Kanada. Ihr Chefpropagandist “Dark Foreigner” stellte sich 2017 auf dem Iron March als Nationalsozialist aus Ontario vor, der „faschistischen Aktivismus“ betreiben wolle. Er äußerte sich antisemitisch über Kanadas früheren Premierminister Pierre Trudeau und wollte Queer-Personen „als allererste vergasen“. Er illustrierte Bücher von Alexander Slavros, dem Gründer des Iron March, erstellte viele AWD-Grafiken und verkaufte diese online als Aufdrucke auf T-Shirts und Tassen. Plattformen wie 4chan zeigten in Debatten zu AWD stets seine Bilder. Am 29. Januar 2018, ein Jahr nach dem rechtsextremen Anschlag auf das Centre culturel islamique de Québec, erschienen NO-Poster mit seinen Bildern in einer Moschee in Ottawa.
“Dark Foreigner” nahm an mindestens einem Hate Camp der AWD teil. Seine bis Juli 2018 zehnköpfige Gruppe stimmte ihre Aktivitäten mit der AWD ab und warb mit Aufklebern in Toronto und Montreal für deren „white jihad.“ Das Mitglied “Alba” stellte sich als Soldat der kanadischen Armee vor und plante offen, gewaltsam einen autonomen weißen Ethnostaat in British Columbia herzustellen. Diesen streben auch weitere kanadische Neonazigruppen an, die Bilder und Ideologie der AWD übernahmen. Andere Mitglieder planten ein Militärtraining für Aufstandstaktiken. Kanadische Antiterrorexperten warnten daher, die NO bereite in Absprache mit der AWD heimlich grenzüberschreitend Terroranschläge vor.
Bis August 2018 enttarnte Vice das NO-Mitglied mit den Nutzernamen “Alba Nuadh”, “BigManAlba” oder “[TG_IM]Northman” als Brandon Cameron (25) aus Nova Scotia. Er war von 2014 bis Mai 2018 Soldat in Kanadas Armee gewesen und hatte seit 2009 im Internet antisemitische und rassistische Posts sowie Vergewaltigungsfantasien und AWD-Propaganda verbreitet. Er verherrlichte die Massenmörder Anders Breivik und Timothy McVeigh. Ein AWD-Aussteiger identifizierte ihn als aktivstes AWD-Mitglied in Kanada.

### Sonnenkrieg Division
Von Oktober 2017 bis April 2018 tauchten in Cardiff (Wales) Poster und Graffiti mit der AWD-Parole Join your local Nazis, Nazi Zone, Hakenkreuzen und Links auf eine Webseite des rechtsextremen System Resistance Network auf. Im September 2018 nahm die Polizei einen 19-Jährigen als verdächtigen Urheber fest.
2017 entstand die Sonnenkrieg Division (SKD) als britische Teilgruppe der AWD mit anfangs maximal fünfzehn Mitgliedern. Gründer und Anführer war der 22-jährige Andrew Dymock (“Blitzy”) aus Bath. Er und weitere Mitglieder waren zuvor im System Resistance Network aktiv, das rassistische Übergriffe in zehn britischen Städten beging. Als Chefpropagandist galt Oskar Koczorowski aus London, der zur im Dezember 2016 verbotenen National Action gehört hatte. In entschlüsselten Chats mit der AWD beschrieb Dymock seine Gruppe als „Atomwaffen mit weniger Gewehren“, die „voll auf Universal Order“ stehe, und erklärte, man solle „alle Polizisten töten“ und „zu Tode vergewaltigen“. Koczorowski fotografierte sich mit der Totenkopfmaske beim britischen Parlament und zeigte ein Video, in dem der Union Jack verbrannt wird. Propagandabilder glorifizierten den Massenmörder Anders Breivik, forderten die Erschießung von Prinz Harry als „Rassenverräter“ wegen seiner Ehe mit einer „Mischlingsfrau“, und riefen zum Mord an weißen Frauen auf, die sich mit nichtweißen Männern einlassen. Mitglieder berichteten, sie hätten junge Frauen deswegen zu Selbstverstümmelung ermutigt, und zeigten Bilder davon. Weitere Bilder zeigten ein auf dem Boden liegendes nacktes Mädchen, in dessen Haut ein Hakenkreuz und Runen eingeritzt sind, während Dymock ein Buch von James Mason über ihr schwenkte.
Am 6. Dezember 2018, einen Tag nach einem Erstbericht der BBC, wurden drei SKD-Mitglieder verhaftet und wegen Herstellung und Verbreitung von Terrorpropaganda angeklagt. Oskar Koczorowski und Michal Szewczuk (19) aus Leeds gaben ihre Mordaufrufe gegen Prinz Harry und Polizisten zu. Szewczuk hatte zum „systematischen Schlachten“ von Frauen und Vergewaltigen von Säuglingen aufgerufen und besaß Anleitungen zum Bombenbau, zum Ausüben von islamistischem Terror und ein Handbuch zum „weißen Widerstand“. Im Juni 2019 wurde die beiden für ihre einheitliche und selbst hergestellte Terrorpropaganda und Werbung für die SKD und AWD zu Haftstrafen verurteilt. Gutachter hatten die Bezüge beider Gruppen und ihre Gefährlichkeit im Detail bezeugt. Die SKD gilt seit diesem Strafprozess als extremste britische Neonazigruppe seit dem Verbot der National Action von 2016.
Am 24. Februar 2020 beschloss Großbritanniens Regierung ein Verbot der SKD als Terrororganisation. Der Beschluss war durch den rassistischen Anschlag in Hanau 2020 (19. Februar 2020, neun Opfer) mitveranlasst, dessen Täter mit einem „Manifest“ Nachahmertaten anregen wollte. Das Verbot sollte die Strafverfolgung von Terrorpropaganda im Internet erleichtern.

### Feuerkrieg Division
Im Oktober 2018 gründete ein 13-Jähriger (Nutzername @CommanderFKD) in Estland die Feuerkrieg Division (FKD). Nach Angaben des Mitgründers „Wolfram“ aus den Niederlanden besaß die FKD anfangs nur einen Server für ihre online-Vernetzung und wuchs dann durch weitere Aktivitäten.  Bis Februar 2020 wuchs sie auf weltweit rund 70 Mitglieder, davon 32 in den USA, neun in Großbritannien, je sechs in Deutschland und Kanada.
Ab Januar 2019 kündigte die FKD Flugblattaktionen in Belgien, Deutschland, Estland, Großbritannien, Irland, Kanada, den Niederlanden, Norwegen und Russland an, die sie fotografisch auf ihrem Telegramkanal belegen wollte. Dazu zeigte sie Bilder selbstgebauter Sprengköpfe. Sie vertrat wie die AWD den Akzelerationismus nach James Mason („Siegeculture“) und rief zum „Rassenkrieg“, „Heiligen Krieg“ oder „weißen Jihad“, zum Aufbau „weißer Ethnostaaten“, zu Anschlägen auf Synagogen und Moscheen, zu Gewalt gegen Regierungsbeamte, Feministen, LGBT-Personen und Linke sowie zur Ermordung von Juden und zum Verbrennen von Synagogen auf. Im Februar 2019 verbreitete die FKD ihre Propaganda auf WordPress, YouTube, Gab, Twitter und Fascist Forge.
Bis Juni 2019 war nur eine britische FKD-Zelle mit eigenem Emblem und E-Mail-Adresse bekannt. Am 13. und 14. Juni 2019 verkündete der Nutzer@FK_Division auf Gab, die FKD habe neue Zellen in Großbritannien, Irland und Deutschland gebildet und suche dort weitere Mitglieder. Ab 3. August 2019 postete er das neue FKD-Emblem eines Tarantel Schwertern durchstochenen Totenkopfs. Das Poster dazu verwies auf die Massenmörder Dylann Roof und Brenton Tarrant sowie die National Socialist Liberation Front (NSLF) von 1974 und zeigte Fotos einer Teilgruppe namens The Eternal Wignats (TEW). Am 5. August 2019 gab die FKD auf Telegram eine „kanadische Zelle“ bekannt. Ein Poster dazu zeigte den Davidstern auf einer Landkarte Kanadas, die Parolen „Unser Feuer wächst. Nur Kugeln werden uns stoppen!“, „Gott strafe Kanada“ und Join your local Nazis; dazu die bekannte E-Mail-Adresse. Viele FKD-Beiträge auf Telegram warben auch in Regionen der USA um Mitglieder. Einige um die Großen Seen wohnhafte Mitglieder bildeten Zellen oder strebten diese an. Die Mitglieder verstanden die FKD als transnationale eigene Gruppe, nicht als baltischen oder europäischen Teil der AWD. In Medienberichten gilt sie meist als AWD-Abspaltung. Der im September 2019 festgenommene US-Soldat Jarrett William Smith (“Anti-Kosmik”) gehörte zu beiden Gruppen.
Am 5. Oktober 2019 kündigte @CommanderFKD im internen Chat ein Attentat von „EksD“ an. Am nächsten Tag lag in Vilnius ein selbstgebauter Sprengsatz, der nicht zündete. Am 8. Oktober zeigte ein FKD-Video mit dem Titel „Unsere Drohungen sind nicht leer“ Presseberichte zu dem Anschlagsversuch und selbstgebaute Sprengsätze. Am 12. Oktober rief „EksD“ zu Nachahmertaten auf. Weitere aufgedeckte Chatprotokolle zeigten, wie sich FKD global vernetzt, Hass verbreitet und Anschläge plant.
Im Oktober 2019 lagen FKD-Flugblätter mit Hakenkreuzen, Hitler-Zitaten und der Aussage, Genozid an „Untermenschen“ sei OK, vor einer Kirchengemeinde schwarzer Baptisten in Spokane. Die FKD bekannte sich auf Telegram dazu und schrieb die Aktion einer neuen FKD-Zelle im Bundesstaat Washington zu. Im November 2019 klebten FKD-Poster mit dem „Untermensch“-Satz an Gebäuden der University of North Florida, um neue FKD-Mitglieder anzuwerben. Im FKD-Kanal auf Telegram erschienen Fotos davon. Ein Student, der die Universitätsleitung alarmierte, erhielt eine E-Mail mit Links zu den Fotos.
Im Januar 2020 fand und besuchte Estlands Polizei den 13-Jährigen Anführer und Gründer der FKD, nahm ihn aber nicht fest, da er nicht strafmündig war. Er war für die Rekrutierung und Aufnahme neuer Mitglieder zuständig gewesen, hatte Anleitungen zum Bombenbau geteilt, sich einen Anschlag in London gewünscht und vorgeschlagen, zum „100. Geburtstag“ der NSDAP im Februar 2020 militärische Trainingscamps zu organisieren. Weitere FKD-Mitglieder wurden in anderen Staaten festgenommen, so ein 16-jähriger Brite, der Anleitungen für Waffen- und Bombenbau besaß. Ein 24-jähriger US-Bürger aus Nevada gestand Anschlagspläne auf eine Synagoge und einen LGBTQ-Klub. Am 8. Februar 2020 verkündete die FKD zum Schein im Netz ihre Auflösung, wollte laut internen Chats jedoch unter einem neuen Namen weitermachen.
Am 13. Juni 2019 wurde auf dem früheren Gab-Kanal „Feuerkrieg Division Official“ eine deutsche FKD-Zelle angekündigt, die im Juli 2019 einen Telegramkanal erhielt. Der erste Post bezog sich programmatisch auf den Nationalsozialismus und auf Anders Breivik und kündigte mit blutigen Bildern „Aktivismus“ an. Ab August 2019 rief die FKD auf Telegram dazu auf, sich der deutschen Gruppe anzuschließen, lobte die Ermordung Walter Lübckes und Brenton Tarrants Massenmord in Christchurch, veröffentlichte Fotografien von ihren Postern und Graffiti in Deutschland. Es folgten flüchtlingsfeindliche und rassistische Fotos aus Frankfurt am Main und Wien, das Livevideo des Attentäters Stephan Balliet beim Anschlag in Halle (Saale) 2019, Gewaltaufrufe und Anleitungen zum Waffenbau. Die Mitglieder der deutschen FKD-Zelle nannten sich „Teuton“, „Dekkit“, „Napola88“, „Wolfskampf“ (minderjährig) und „Jus-ad-bellum“. „Dekkit“ traf sich 2019 in den USA wohl mit AWD-Mitgliedern und beriet eventuell einen Zusammenschluss beider Gruppen.
Der Anführer der deutschen FKD „Heydrich“ oder „reinhard070304“ hat nach Eigenangaben eine militärische Ausbildung bei der Bundeswehr absolviert. Im Januar 2020 kündigte er ein größeres Attentat an: Er wolle „zum Heiligen werden“, etwa durch eine Tat gegen „ein Haus des Glaubens schlechter Menschen“. Im selben Post fragte er nach einem geeigneten Ort dafür und danach, wer ein solches Anschlagsziel kenne. Am 5. Februar 2020 nahm das LKA Bayern den Mann im Landkreis Cham fest und fand in seinem Elternhaus mehrere Waffen, darunter auch selbstgebaute. Der 22-jährige Elektriker (Fabian D.) galt als „Waffennarr“ und „Sicherheitsfanatiker“, hatte sich im IT-Bereich der Bundeswehr beworben und war Mitte 2019 Wortführer der deutschen FKD-Zelle geworden. Er posierte auf Fotografien maskiert mit seinem selbstgebauten Gewehr und Hitlers „Mein Kampf“. Wie Stephan Balliet war er zuvor nicht als rechtsextrem aufgefallen und hatte keine Bezüge zur regionalen Neonaziszene. Er radikalisierte sich offenbar nur durch rechtsextreme Chatgruppen. Im Dezember 2020 verurteilte das Landgericht Nürnberg-Fürth ihn wegen Planung eines Terroranschlags zu zwei Jahren Haft ohne Bewährung. Bis November 2022 fanden Journalisten weitere Internetchats von Fabian D. zu seinen Terrorplänen.
Ab 2020 beobachtete die Direktion Staatsschutz und Nachrichtendienst (DSN) in Wien einen damals 17-jährigen Schüler, der seit Dezember 2019 zur FKD gehörte und 2020 Treffen der Identitären Bewegung Österreich besuchte. Im FKD-Netz „Riot“ und einem eigenen verschlüsselten Telegramkanal „vOOrm's bunkerhole“ verbreitete er antisemitische Hassposts, Anleitungen zum Bau von Bomben und Schusswaffen und Aufrufe zu Anschlägen auf Juden und Muslime in Europa. Dennoch setzte das Bundesheer ihn 2022 monatelang als Soldat mit geladener Waffe zum Schutz jüdischer Einrichtungen in Wien ein. Bei einer Hausdurchsuchung im Mai 2023 fand man unter anderem NS-Devotionalien, Schusswaffen, ein Messer, eine Gasmaske, eine Sturmhaube, eine Schutzweste, taktische Ausrüstung und militärische Kleidung sowie auf seinen Datenträgern Informationen über rechtsterroristische Anschläge, Amokläufe, Attentäter, Waffen und Schießtrainings. Vor dem Landgericht Wien legte der Angeklagte ein schriftliches Teilgeständnis ab, bestritt aber konkrete Anschlagspläne und verweigerte die Aussage zu Nachfragen. Am 1. Juli 2024 wurde er wegen nationalsozialistischer Wiederbetätigung, krimineller Vereinigung, Verhetzung und Aufforderung zu Straftaten zu einer Haftstrafe von acht Monaten und einer mehrjährigen Bewährungsstrafe verurteilt.
Im August 2023 eröffnete ein nicht strafmündiger 13-Jähriger aus Köln den Telegramchat „Feuerkrieg Division“, der bis Monatsende auf 60 Mitglieder anwuchs. Er nannte sich und die Gruppe „Naziterroristen“, teilte das Anschlagsvideo von Brenton Tarrant und äußerte den Wunsch eines Bombenanschlags auf ein Asylheim. Er präsentierte Fotografien von sich mit Stahlhelm, Totenkopfmaske und einer Softairpistole. Dazu zeigte er die White-Power-Geste. Er postete Anleitungen zum Bau einer Maschinenpistole und zum Bau von Sprengsätzen. Er besorgte sich Chemikalien dafür und führte zuhause Experimente damit durch, die er als Videoclips zeigte und kommentierte: Man brauche Waffen, um Juden oder Schwarze zu töten. Er teilte auch eine Rezeptur für den Sprengstoff TATP. Zur Gefahrenabwehr ließ die Generalstaatsanwaltschaft Nordrhein-Westfalen seine Wohnung durchsuchen und fand für Sprengsätze geeignete Stoffe in seinem Zimmer, aber keinen Zünder, auch keine Bombenbauteile. Die Polizei ermittelt zur Herkunft der rechtsextremen Gewaltfantasien gegen strafmündige Kontaktpersonen des Jungen. Das Jugendamt brachte ihn in einer Einrichtung unter.

### Atomwaffendivision Deutschland (AWDD)
Kurz nach der Selbstenttarnung der Terrorgruppe Nationalsozialistischer Untergrund (NSU) im November 2011 erschienen in Berlin Flugblätter, die späteren AWD-Texten ähnelten und auf eine neue rechtsextreme Terrorgruppe hindeuteten.
Am 1. Juni 2018 veröffentlichte die AWD das Propagandavideo „AWD Deutschland: Die Messer werden schon gewetzt!“, das in deutscher und englischer Sprache zur Gründung einer deutschen AWD aufrief und sie auf einen langen Endkampf einschwor. Es zeigte Fackelmärsche der „Unsterblichen“ von 2011 und 2012 sowie einen Aufmarsch der Neonazipartei „Der III. Weg“ mit britischen Neonazis der National Action. Deren Zusammenarbeit hatten britische Ermittler im Januar 2018 aufgedeckt. Männer mit Totenkopfmasken begrüßten die „wahren Kameraden“ in den USA, zeigten das Laden einer Pistole, Flaggen und Symbole des rechtsextremen „Antikapitalistischen Kollektivs“ (AKK). Das Video verknüpfte diese Bilder mit Bildern historischer Nazi-Aufmärsche. Am Ende posiert ein Maskierter mit AWD-Fahne vor der Wewelsburg. Ende 2017 hatte ein AWD-Mitglied aus den USA diese ehemalige SS-Ordensburg besucht; aus solchen Kontakten ging das Gründungsvideo vermutlich hervor. Laut einer Mitglieder-E-Mail legte die AWDD ihren Schwerpunkt auf „Gewalt und Töten sowie auf Propaganda, die zu solcher Gewalt und solchem Töten führt.“
Ab Juli 2018 kannte die Bundesregierung die AWDD, aber nicht ihre Mitgliedszahl. Das GETZ sollte die Gruppe beobachten. Im Herbst 2018 verfolgte ein AWD-Mitglied aus den USA eine Antifaschistin nach Deutschland. Sie sollte selbst für ihre Sicherheit sorgen, da die deutsche Polizei die Aufenthaltsorte des eingereisten US-Bürgers nicht kannte. Im November 2019 machte die bedrohte Frau den Vorgang bekannt und mahnte die Behörden, die AWD unbedingt als transnationale Terrororganisation zu behandeln. Bis dahin stufte die Bundesregierung die AWDD nicht als terroristische Vereinigung ein.
Kurz vor dem Jahrestag 2018 der Novemberpogrome 1938 riefen Flugschriften der AWDD im Jacob-und-Wilhelm-Grimm-Zentrum der Humboldt-Universität zu Berlin die „Deutschen Studenten“ dazu auf, sich auf einen Bürgerkrieg vorzubereiten und der AWD zu folgen. Im April und Mai 2019 lagen in der Johann Wolfgang Goethe-Universität Frankfurt am Main Aufrufe der AWDD zur Ermordung von Muslimen, Rabbinern und Imamen und zum „totalen Bürgerkrieg“ gegen die angeblich drohende Vernichtung der „weißen Rasse“ durch die angeblich von Juden gesteuerte Migration. Ende Mai 2019 bedrohte eine „Botschaft an die Moslems in Deutschland“ Muslime grafisch mit Enthauptung. Die AWDD-Flyer lagen in der Keupstraße, wo der NSU am 9. Juni 2004 den Nagelbombenanschlag in Köln verübt hatte, und in Briefkästen in Köln-Mülheim. Die Autoren bedrohten die Empfänger als „das willfährige Werkzeug der Juden, um Deutschland und Europa zu zerstören“.
Am 27. Oktober 2019 bedrohte eine E-Mail von „atom11“ den Politiker Cem Özdemir (Bündnis 90/Die Grünen): Er sei der erste auf einer Todesliste der „Atomwaffen Division Deutschland“. Man führe das Werk der AWD in den USA weiter,  sei global vernetzt und verfolge das „Ziel, die größte rechtsextreme Organisation nach dem Ende des Dritten Reiches zu werden.“ Man werde Özdemir bei seinem nächsten öffentlichen Auftritt oder vor seiner Wohnung hinrichten. 18 Minuten später erhielt auch Bundestagsvizepräsidentin Claudia Roth vom selben Absender eine Morddrohung. Mit den Mordanschlägen auf Andreas Hollstein (27. November 2017) und Walter Lübcke (2. Juni 2019) habe die AWDD eine „Phase bevorstehender Säuberungen“ eingeleitet. Die Absender wurden nicht ermittelt. Vermutet wurden Bezüge zu den damaligen Morddrohungen von „NSU 2.0“ und anderen. Das Bundeskriminalamt (BKA) sah nur eine abstrakte Gefahrenlage für Roth und Özdemir. Der Terrorismusexperte Peter R. Neumann fand die Drohungen dagegen „sehr konkret und spezifisch“. Er schätzte die AWDD auf 24 bis 36 extrem gewaltbereite Mitglieder.
Am 7. November 2019 nahm die deutsche Polizei Kyle M. von der AWD-USA fest und verweigerte ihm nach einem Verhör die Einreise. Er war laut den AWD-Videos schon mehrmals in Deutschland gewesen, spielte eventuell in Bands des National Socialist Black Metal (NSBM) und hatte enge Kontakte zu deutschen Rechtsextremen wie Hendrik Möbus. Auch das AWD-Mitglied Kaleb Cole soll NSBM-Konzerte in Europa besucht haben.
Fortan beobachteten deutsche Sicherheitsbehörden verstärkt mögliche deutsche Kontaktpersonen der AWD. Im Auftrag des Generalbundesanwalts (GBA) identifizierte die BKA-Sonderkommission „Kern“ in rechten Chatgruppen mutmaßliche AWDD-Mitglieder mit Decknamen wie „Napola88“, „Hackeblock“, „Dekkit“ und „Heydrich“, der nach einer Anschlagsdrohung auf eine „Andachtsstätte“ im Frühjahr 2020 festgenommen wurde. Gegen seine Kontaktpersonen wurde verdeckt weiter ermittelt. Der Benutzer „Jus-ad-bellum“, mutmaßlich der Bundeswehroffizier Chris Marvin C., hatte am 9. Oktober 2019 den Anschlag in Halle bejubelt und das Tätermanifest mit dessen Waffenbauanleitungen verbreitet. Auf seine Überwachung konnten sich BKA und MAD nicht einigen. Daher beförderte die Bundeswehr ihn 2021 zum Führungsoffizier einer Einheit, in der er ständig Zugang zu Waffen und Munition hatte.
Am 18. März 2020, kurz nach der angeblichen Selbstauflösung der AWD, erstellte die AWDD einen Telegramkanal und veröffentlichte dort eine „deutsche Übersetzung des Atomwaffen Division Programms“. In einem Audio dazu beklagte eine verzerrte Stimme die Auflösung der AWD; doch die AWDD habe weitere Mitglieder rekrutiert und werde in Deutschland „bis zum bitteren Ende“ weitermachen. Am Folgetag erschien auf Telegram ein zwölfseitiges AWDD-Programm zur Ideologie, Strategie, mit „Verhaltensregeln“, „Rekrutierungsanforderungen“ und nationalsozialistischer „Pflichtlektüre“, darunter Hitlers „Mein Kampf“ und James Masons Siege. Die AWDD kämpfe derzeit nicht nur „gegen die Juden, sondern auch gegen unser eigenes Volk.“ Man verwies auf „einsame Wölfe“, „kleine Zellen“ und „führerlose Widerstandsaktivitäten“, leugnete den Holocaust und verherrlichte den Nationalsozialismus. Zwei schon bekannte Grafiken bedrohten betende Muslime erneut mit Enthauptung, angelehnt an Bilder des Kanadiers “Dark Foreigner” auf der Webseite atomwaffendivison.org. Von März bis Juli 2020 erschienen 18 deutschsprachige AWD-Grafiken auf Telegram.
Im September 2020 erwies sich, dass der Attentäter von Halle Stephan Balliet AWD-Propaganda besaß. Daraufhin zog der GBA die Ermittlungen zur AWDD an sich. Im Dezember 2020 bestätigte die Bundesregierung im Innenausschuss des Bundestags die Existenz der AWDD, gab aber keine Kenntnisse über deren Pläne preis.
Im März 2021 kandidierte der damals 19-jährige Marvin E. bei der Kommunalwahl in Spangenberg (Hessen) für die CDU. Danach wurden seine Kontakte zur AWD bekannt. Er erkundete mögliche Anschlagsorte, darunter das Reichstagsgebäude in Berlin und sechs Schulen. Ein verdeckter Ermittler des Verfassungsschutzes erfuhr in einem Neonazi-Chat davon und ließ E. festnehmen. Im September 2021 fand die Polizei in seinem Elternhaus rund 600 Sprengkörper, darunter 13 selbstgebaute Bomben, und ein rassistisches Pamphlet namens „Operation Ranzekacke“ vom Juli 2021. Danach hatte E. Anschläge gegen Muslime, Juden und Ausländer geplant, um einen „Rassenkrieg“ gegen den angeblichen Austausch der „weißen Rasse“ zu entfachen. Er plante eine Plakataktion, erwarb Sprengstoffe und stellte daraus mehrere unkonventionelle Sprengvorrichtungen mit starker Explosivkraft her. Damit wollte er „Juden und Kanaken“ als „dumm und nicht lebenswert“ „dezimieren“: „Der Feind muss vernichtet werden!“ Diesen Satz zitierte er in einem Youtubevideo zu Filmaufnahmen von marschierenden NS-Soldaten.
Im April 2022 erhob der GBA Anklage gegen Marvin E. wegen versuchter Gründung einer Terrorvereinigung und Planung eines staatsgefährdenden Anschlags. Demnach wollte E. eine „AWD Hessen“ gründen und hatte dafür waffenkundige Mitglieder gesucht. Im Mai 2022 bestätigte die Bundesregierung Berichte und die Angaben des GBA dazu. In seinem Strafprozess im September 2022 stellte E. seinen Aufruf als bloße „Provokation“ dar, erklärte zugleich aber, der Nationalsozialismus hätte mit einer bloßen Vertreibung der Juden „funktionieren können“. Seine Familie habe Hitlerfotos und rassistisch kommentierte Bilder der Erschießung eines schwarzen Flüchtlings in einem Chat „wie Emojis“ genutzt und das „witzig“ gefunden. Er gestand die Gründung eines hessischen AWD-Ablegers und seine Suche mit eigenem Propagandamaterial nach Gleichgesinnten im Internet. Am 8. Mai 2023 verurteilte das Oberlandesgericht Frankfurt am Main ihn deswegen zu einer mehrjährigen Haftstrafe.
Ab Oktober 2022 stand Maurice P., mutmaßlich Mitglied der AWDD, wegen eines Messerangriffs auf einen Ausländer vor dem Amtsgericht Berlin-Tiergarten. Er gestand die Tat, seine rechte Haltung und einen Hitlergruß, behauptete aber, er habe sich nur vor Schlägen Dritter schützen wollen. Parallel zum Prozess ermittelte der GBA gegen ihn wegen möglicher Unterstützung der AWDD.

### Knockout 51
Leon R. aus Eisenach suchte ab 2017 im Iron March Kontakt zu Neonazis der USA, die in Deutschland aktiv werden wollten. Er zeigte sich als Befürworter des Holocaust und Hitler-Anhänger. Auf der Seite xplosives.net gab er routinierte Tipps zum Bombenbau und Munitionserwerb. Nach Eigenangaben nahm er am jährlichen Neonazifestival „Schild & Schwert“ in Ostritz teil, eventuell auch am „Asgardsrei Festival“ in Kiew. 2019 stellte er sich im Iron March als Betreuer rechtsextremer deutscher Webseiten und Ersteller von Propagandavideos für das „Antikapitalistische Kollektiv“ (AKK) dar. Weil eins davon denselben Neonazi-Aufmarsch zeigte wie das deutsche AWD-Video vom Juni 2018, wurde er als dessen Hersteller vermutet. Er gilt daher auch als Gründer der AWDD. Das Amt für Verfassungsschutz Thüringen wollte daher mögliche Kontakte von Eisenacher Neonazis zur AWD prüfen.
Leon R. war als „Antidemokrat“ im Iron March registriert, trainierte die Kampfsportgruppe „Knockout 51“ und war mit dem „Flieder Volkshaus“ der NPD Thüringen verbunden. Laut der Thüringer Landtagsabgeordneten Katharina König-Preuss nahm R. an einem Schießtraining in Tschechien teil und hatte Kontakte zur Brigade Asow in der Ukraine. Sie warnte, Neonazis in Eisenach könnten die Morddrohungen der AWDD gegen politische Gegner umsetzen.
Nach einer Razzia des BKA bei Leon R. im November 2019 erklärte R.s Gruppe „Nationaler Aufbruch Eisenach“ sich auf Facebook für aufgelöst. Er bestritt auf Instagram Bezüge zur AWDD.
Im August 2020 nahm Leon R. an gewaltsamen Coronaprotesten in Berlin teil und wurde dabei festgenommen. Bei einer „Querdenker“-Kundgebung am 7. November 2020 in Leipzig verübten einige Mitglieder von „Knockout 51“ Gewalt gegen eine Polizeikette. Laut Exif traf Leon R. sich im Januar 2022 mit anderen Neonazis im „Flieder Volkshaus“ Eisenach und leitete dort regelmäßige Gewalttrainings. Als wichtigster Zeuge der Anklage im Dresdner Linksextremismusprozess behauptete er, er habe einen AWD-Videohersteller nur wegen einer fachspezifischen Frage kontaktiert und nichts von dessen AWD-Mitgliedschaft gewusst.
Am 6. April 2022 nahm das BKA bei einer großen Razzia bei 50 beschuldigten Rechtsextremen in elf Bundesländern auch mutmaßliche AWDD-Mitglieder fest, darunter Chris Marvin C. und vier Mitglieder von „Knockout 51“, nämlich Leon R., Maximilian A., Bastian A. und Eric K. Der GBA warf ihnen gefährliche Körperverletzungen, Landfriedensbruch, Angriffe auf Polizisten und die Bildung einer kriminellen Vereinigung vor. Spätestens ab März 2020 habe ihre Kampfsportgruppe „Knockout 51“ Gleichgesinnte für Straßenkämpfe ausgebildet, um in Eisenach einen „Nazi-Kiez“ zu etablieren. Die Gruppe provozierte und verübte gezielt Gewalt und plante Straftaten gegen Linke oder Polizisten, auch mit Hieb- und Stichwaffen. Ihr Leiter Leon R. betrieb in Eisenach die Neonazikneipe „Bull's Eye“ und hatte Kontakt zur NPD und zu Stanley Röske, der mit 21 weiteren Beschuldigten die verbotene Terrorgruppe „Combat 18“ neu gründen wollte. Zudem wurde gegen neun weitere Mitglieder oder Unterstützer der AWDD sowie fünf Mitglieder des verwandten „Sonderkommandos 1418“ ermittelt. Darunter waren der stellvertretende Berliner NPD-Landesvorsitzende Oliver Niedrich und Lukas H. aus Niedersachsen, der 2019 die Base in Pennsylvania besucht hatte. Der GBA klagte insgesamt zehn mutmaßliche deutsche AWDD-Mitglieder an.

### Totenwaffen Division
Am 3. Juni 2022 ließ die Generalstaatsanwaltschaft Brandenburg in Potsdam einen 17-jährigen Neonazi festnehmen. Er war in der Chatgruppe „Totenwaffen Division“ aktiv und soll Terroranschläge vorbereitet, Waffenbauanleitungen besorgt, Spreng- und Brandsätze gebaut haben. Er soll die Terrorzelle „Totenwaffen“ aus minderjährigen Neonazis online gegründet haben. Auf vk.com beschimpfte F. Bundeskanzlerin Angela Merkel als „Jewgela“ und damit als von Juden gelenkt und erwog, sie mit einer Bombe zu töten. Weil er unter Klarnamen ein Manifest des „Unabombers“ Theodore Kaczynski und eine Airsoftpistole bestellte, wurde er entdeckt. Das GETZ der Bundesregierung beobachtete die Zelle seit 2021 als Teil des AWD-Netzwerks.
Die Gruppe hatte mehrere Dutzend Mitglieder, auch aus dem Ausland, und Kontakte zur AWD und zur FKD. Als Benutzer „Horst“ soll F. sie monatelang angestachelt haben. Nach einer Hausdurchsuchung bei ihm im Sommer 2021 verschwand der Gruppenchat zunächst. Doch in Potsdam und Berlin tauchten Plakate mit dem Namen „Totenwaffen“ auf, auf Telegram Propagandaplakate mit Todeslisten. Der Gründer hatte sich mit Wissen seiner Eltern auf der Spieleplattform Roblox radikalisiert, später auf Discord und Telegram. Er zündete mindestens vier selbstgebaute Sprengsätze auf einem verlassenen Kasernengelände und zeigte seiner Chatgruppe Videos davon. Zudem besaß er eine Anleitung zum Herstellen von Schießbaumwolle und ein noch nicht zündfähiges Vorläufergemisch.
Nach einem rund neunmonatigen Strafprozess verurteilte das Landgericht Potsdam F. am 15. Dezember 2023 unter anderem wegen der erwiesenen Vorbereitung einer schweren staatsgefährdenden Gewalttat zu fast vier Jahren Haft.

### Atomwaffen Division Russland
Am 1. Juni 2020 gab die deutsche AWDD auf ihrem Telegramkanal die „AWD Russland“ (AWDR) als verbündete Teilgruppe bekannt. Der Russe Alexander Slavros hatte 2011 die Webseite Iron March gegründet, die Ideologie und Werbestrategie der AWD beeinflusst und den AWD-Gründern Brandon Russell und Devon Arthurs
in den USA geholfen, die AWD zu einer transnationalen Terrororganisation zu machen. Über Mitglieder und Aktivitäten der AWDR ist bisher jedoch wenig bekannt. Die AWDR übersetzte englisch- oder deutschsprachige AWD-Grafiken aus dem Jahr 2020 ins Russische und verbreitete sie im Internet.

### Atomwaffen Division Europe
Am 12. Januar 2021 stellte ein Neonazi aus Polen in einem offenen Telegramkanal die “Atomwaffen Division Europe” (AWDE) vor. Man hatte den Gründer 2018 bei einer Demonstration in Warschau wegen Tragens von Symbolen der Waffen-SS festgenommen und in seinem Haus viele NS-Devotionalien gefunden. Auf Telegram gab er Bezüge zur Misanthropic Division an, die in ganz Europa Kämpfer für das rechtsextreme Regiment Asow in der Ukraine sucht. Er selbst suchte online Mitstreiter und wollte Flugblätter mit Aufrufen zum Massenmord drucken lassen. Er präsentierte einen Entwurf mit dem Spruch „Der Holocaust ist nicht passiert, er hätte passieren sollen“, einem SS-Totenkopf, der Frage „6 Millionen Juden?“ und der Antwort „Ist das eine Herausforderung?“ sowie den Kontaktdaten der AWDE. Daraufhin wurde deren Telegramkanal gesperrt. Gleichwohl fand die private AWDE-Telegramgruppe bis Ende April 2021 etwa 25 Mitglieder, darunter zwölf Deutsche. Die AWDE bestritt Kontakte zur bisherigen AWD in den USA und Deutschland, übernahm aber deren Logo, Ideologie und Strategie: Man wolle die Vorherrschaft einer „weißen Rasse“ und die „Zukunft für den Nationalsozialismus in Europa“ durch „bewaffneten Widerstand“ vorbereiten. Sie besorgten sich Waffen von gewaltbereiten Neonazis in Russland und der Ukraine und wollten sich im Regiment Asow militärisch ausbilden lassen.
Führende AWDE-Aktivisten waren 2021 Patrick G. und Steven T. („Steven Der Sturm“) aus Elmshorn. G. gab die Kontaktdaten des Asow-Regiments weiter und gründete den AWDE-Chat. T. entwarf und druckte die ersten AWDE-Flyer und bemühte sich um die transnationale Vernetzung. Über die NPD Schleswig-Holstein warb er die zwölf deutschen AWDE-Mitglieder an, darunter viele minderjährige Schüler. Er vereinte die von ihm gegründete Jugendgruppe „Deutsche Patriotische Gemeinschaft“ (DPG) bzw. „Division Sankt Michael“ (DSM) mit der AWDE. Er rief mit Propagandabildern zu einem “Day of the Rope” („Tag des Hängens“) gegen „Volksverräter“ auf. Die Mitglieder verbreiteten Tätervideos von Terroranschlägen, Mordaufrufe gegen Juden und sonstige rechtsextreme Hetze. Einige gehörten zur lokalen Feuerwehr und nahmen mit der verbotenen Reichskriegsflagge an regionalen Protesten gegen die Coronamaßnahmen teil. Viele besaßen Waffen und Militärausrüstung, die sie mit NS-Devotionalien und Szene-Codes auf AWDE-Propagandabildern zeigten. Sie beschrieben den Umbau von Schreckschusspistolen zu scharfen Schusswaffen und den Nachbau des Sturmgewehrs AK47 aus Plastik („Plastikov“). Ein Mitglied kündigte den Erwerb einer Uzi-Maschinenpistole an. Wegen des raschen Aufbaus der AWDE, trotz mehrerer Kanalsperren, und deren Anschlagsplanung und internationaler Vernetzung schätzten Beobachter diese Szene als „tickende Zeitbombe“ ein.

### InJekt Division
Im Februar 2021 erschien auf Telegram eine Neonazigruppe namens InJekt Division mit einer Impfspritze als Logo. Der Nutzer “Korb Taran” erschien als ihr Leiter. Er propagierte Terror gemäß den Fourteen Words als Kur für eine von ihm beklagte Verweichlichung des weißen Mannes und Alternative zu Zwölf-Schritte-Programmen. Am 27. Mai 2021 kündigte er im Telegramkanal der Gruppe ein Massaker in einem Warenhaus der Walmart-Kette im Kerr County (Texas) an. Zwei Tage später drängte er seine Anhänger, Gewaltvideos anzuschauen, um sich mit der Realität des Krieges vertraut zu machen. Der Heilige Rassenkrieg, den alle ersehnten, werde die Welt von dieser Barbarei befreien. – Das FBI hatte den Kanal eine Woche zuvor zu beobachten begonnen und stellte Bezüge zu anderen rechtsextremen Terrorgruppen mit akzelerationistischer Ideologie fest. Am 30. Mai 2021 nahm die Polizei den 28-jährigen Coleman Thomas Blevin als mutmaßlichen Urheber der Morddrohung fest. Auf seinem Grundstück fand man Schusswaffen, Munition und Terrorpropaganda, darunter die Turner Diaries, Julius Evolas Revolt Against the Modern World und Harassment Architecture. Ferner fand man Flaggen der Falangisten, der Konföderation, der Schwarzen Sonne, der Russisch-orthodoxen Kirche und Saudi-Arabiens sowie THC und ein T-Shirt mit dem Logo der InJekt Division. Danach diskutierte die übrige Gruppe in ihrem Kanal über die Festnahme und identifizierte Blevin mit “Korb Taran”; einige hielten ihn für einen Spitzel der US-Regierung.
“Korb Taran” nannte sich auch „David Koresh“ wie der Sektenführer der „Branch Davidians“. In einem Video drohte er unter einer Totenkopfmaske, er wolle Schwarze und Latinos ermorden. Er erwartete eine apokalyptische „Schlacht von Armageddon“. Den Gruppenkanal hatten 270 Menschen abonniert. Sie teilten ähnliche „Fashwave“-Grafiken wie die AWD, die Krieg und Faschismus glorifizieren, ferner Weltuntergangsfantasien, Zitate aus der Bibel, dem Koran und faschistischer Literatur. Sie beschimpften oft Homosexuelle, Linke („Social Justice Warriors“), Satanisten, Juden und Atheisten. Am 19. März 2021 stellte sich das deutsche Mitglied „F. Kaczynski“ (der Nutzername spielt auf den gleichnamigen „Una-Bomber“ an) im Telegramkanal vor. Er besaß auch einen YouTube-Kanal und folgte dort unter anderem den Kanälen von „Die Rechte Dortmund“. Deutlicher als andere im AWD-Netzwerk vertrat diese Gruppe religiöse Untergangsfantasien und bezog sich öfter positiv auf christlichen Fundamentalismus und Islamismus. Sie begrüßte Angriffe der Terrororganisation Hamas auf Israel vom Frühjahr 2021.

### Terrorgruppen auf Telegram
Iron March, AWD, FKD und verwandte rechtsterroristische Gruppen nutzen seit etwa 2019 besonders den Messengerdienst Telegram, weil dieser menschenfeindliche Posts, auch konkrete Aufrufe zum Massenmord, nicht löscht und das Netzwerkdurchsetzungsgesetz dort nicht angewandt wird. 2020 hatte der Telegramkanal Terrorwave refined rund 4.000 Mitglieder und publizierte typische AWD-Videos maskierter Männer, die mit automatischen Waffen im Wald Schießen üben und Flaggen der USA und Israels verbrennen. Die Gruppe teilte das Tätervideo vom Anschlag in Halle 2019.
Nach der Schließung des Messageboards 8chan im August 2019 entstanden auf Telegram rund 150 rechtsextreme Kanäle, darunter Terrorgram Collective. Dort tauschen etwa 300 bis 2000 Neonazis über verschlüsselte Posts faschistische Ideologie sowie mehrsprachige Anleitungen zum Bombenbau und zu Terroranschlägen aus. Ähnlich wie die AWD verwenden sie schwarz-weiß-rot gefärbtes Propagandamaterial, Totenkopfsymbole und Bilder bekannter Faschisten. Ein 19-jähriger Terrorgrambenutzer erschoss 2022 in Bratislava zwei Besucher eines LGBTQ-Nachtclubs und dann sich selbst. Zuvor hatte er Terrorgram in einem Manifest für den Aufbau der „Zukunft einer weißen Revolution“ gedankt. Andere verherrlichten ihn als „Terrorgram’s ersten Heiligen“. Einige Benutzer gehörten auch zur AWD, stellten AWD-Rekrutierungsvideos her und verfassten Manifeste für Terrorgram.
Im Dezember 2023 nahm Kanadas Polizei die Terrorgrambenutzer Kristoffer Nippak und Matthew Althorpe als terrorverdächtige AWD-Mitglieder fest. Im April 2024 beschloss Großbritanniens Regierung, Terrorgram wie zuvor die Neonazigruppen National Action, Feuerkrieg Division und The Base als Terrororganisation zu verbieten. Damit drohen jedem Unterstützer der Gruppe und ihrer Ideologie bis zu 14 Jahre Haft oder eine unbegrenzte Geldstrafe.

### Maniacs Murder Cult(M.K.Y.)
2017 entstand in Dnipro (Ukraine) die Gruppe M.K.Y. um Yegor Krasnov (Nutzername „Maniac“). Sie verübte und filmte dort mindestens 33 Straßenangriffe auf Wohnungslose und veröffentlichte ab 2018 mit Horrorcore unterlegte Videos davon auf 2chan, Telegram und Vk.com. Die Gruppe dehnte sich bald nach Russland aus und beteiligte sich an ähnlichen Aktionen in russischen Städten. Ihre Ideologie verbindet Nazismus, Esoterik der Thule-Gesellschaft und theistischen Satanismus. Sie sieht ihre Angriffe als beschleunigende Mittel, einen “Racial Holy War (RaHoWa)” vorzubereiten. Ihre Propaganda lehnt sich stark an den Stil des kanadischen Neonazis Dark Foreigner an. Die Gruppe teilte Material der NSO9A über „nihilistischen Nationalsozialismus“ und hat Bezüge zu verwandten Gruppen wie Satanic Front, Russian Corps und zum Netzwerk 764. Bewerber müssen einen detaillierten Aufnahmeprozess durchlaufen, um Mitglieder zu werden. – Im Januar 2020 wurde Yegor Krasnov in Dnipro enttarnt und festgenommen. Der russische Inlandsgeheimdienst FSB behauptet, Geheimdienste der Ukraine hätten ihn zur Gründung der M.K.Y. und zu Terrorangriffen auf russischem Boden beautragt. Damit rechtfertigt der FSB Russlands Angriffskrieg gegen die Ukraine. Von Januar bis März 2021 nahmen russische Sicherheitskräfte in Gelendschik, Jaroslawl, Moskau, St. Petersburg, Tambow und Woronesch insgesamt 38 mutmaßliche Mitglieder oder Unterstützer der M.K.Y. wegen gefilmten und geposteten Angriffen auf Wohnungslose und Vorbereitung von Terrorangriffen fest. Einige wurden der Propagierung von Neonazismus und Massenmord angeklagt. Bei einem 17-Jährigen fand man Material zum Bombenbau. Im Juli 2024 ließ das FBI mit einem internationalen Haftbefehl in Moldawien den Georgier Mikhail Chkhikvishvili festnehmen. Er soll im Auftrag der M.K.Y. deren Videos auf Telegram gepostet, in den USA viele neue Mitglieder für sie angeworben und einen Terrorangriff am Neujahrsabend 2023 in New York City geplant haben. Er wurde dort wegen Verschwörung zu Hassverbrechen und Massenmord angeklagt.

## Einstufungen
Der Rechtsextremismusexperte Roland Sieber beschreibt die AWD als transnationales Netzwerk, das Rechtsterrorismus weltweit fördere, den erwarteten apokalyptischen „Rassenkrieg“ mit Gewalt herbeiführen wolle und dazu explizit zum Mord an politischen Gegnern, jüdischen, muslimischen, homosexuellen und schwarzen Menschen aufrufe. Der offene Bezug zum Nationalsozialismus und zu Adolf Hitler, die rassistische Ideologie der „weißen Überlegenheit“, das Konzept des führerlosen Widerstands und der Akzelerationismus seien Merkmale der AWD-Ideologie. Die Berufung auf James Masons Werk Siege sei ein weltweiter Trend in der White-Supremacy-Bewegung. Immer mehr Gruppen wollten den Zusammenbruch staatlicher Ordnungen durch Terror und sexuelle Gewalt auch gegen Kinder und Minderjährige beschleunigen. Jeder rechtsextreme Mörder und Gewalttäter und auch islamistische Terroristen seien für sie Vorbild. Wie der „Islamische Staat“ (IS) verbreiteten sie ihre Terrorpropaganda global über das Internet und versuchten, weltweit neue Anhänger für Anschläge anzuwerben. AWD-Hasscamps seien mit Terrorcamps des IS vergleichbar. Zudem bauten die AWD und die FKD mit ihren Aufrufen, sich lokalen Nazis anzuschließen, auf bestehenden terroristischen Strukturen auf. In Deutschland seien dies Netzwerke um „Combat 18“ und „Blood and Honour“, die Schusswaffentrainings in Osteuropa organisierten.
Auch der Politikwissenschaftler Jan Rathje hielt 2019 eine weitere Mobilisierung für Terrorgewalt über bestehende Netzwerke wie „Combat18“ oder „Blood and Honour“ für möglich und warnte davor, die von der AWD ausgehende Gefahr in Deutschland zu unterschätzen.
Ende April 2021 verbot Großbritanniens Regierung die AWD und ihre Ableger SKD und NSO als Terrorvereinigungen. Damit droht Mitgliedern bis zu 14 Jahren Haft. Zudem erleichtert das Verbot das Verfolgen von AWD-Propaganda im Internet und verpflichtet Plattformen, diese zu entfernen. Experten kritisierten, das überfällige Verbot komme nach dem Abflauen des AWD-Wachstums etwa fünf Jahre zu spät. Die Regierung hätte schon die satanistische Order of Nine Angles (ONA) verbieten und so deren Einfluss auf die AWD und andere Neonazigruppen unterbinden sollen; dieses Verbot fehle weiterhin.